# Streifenwagen

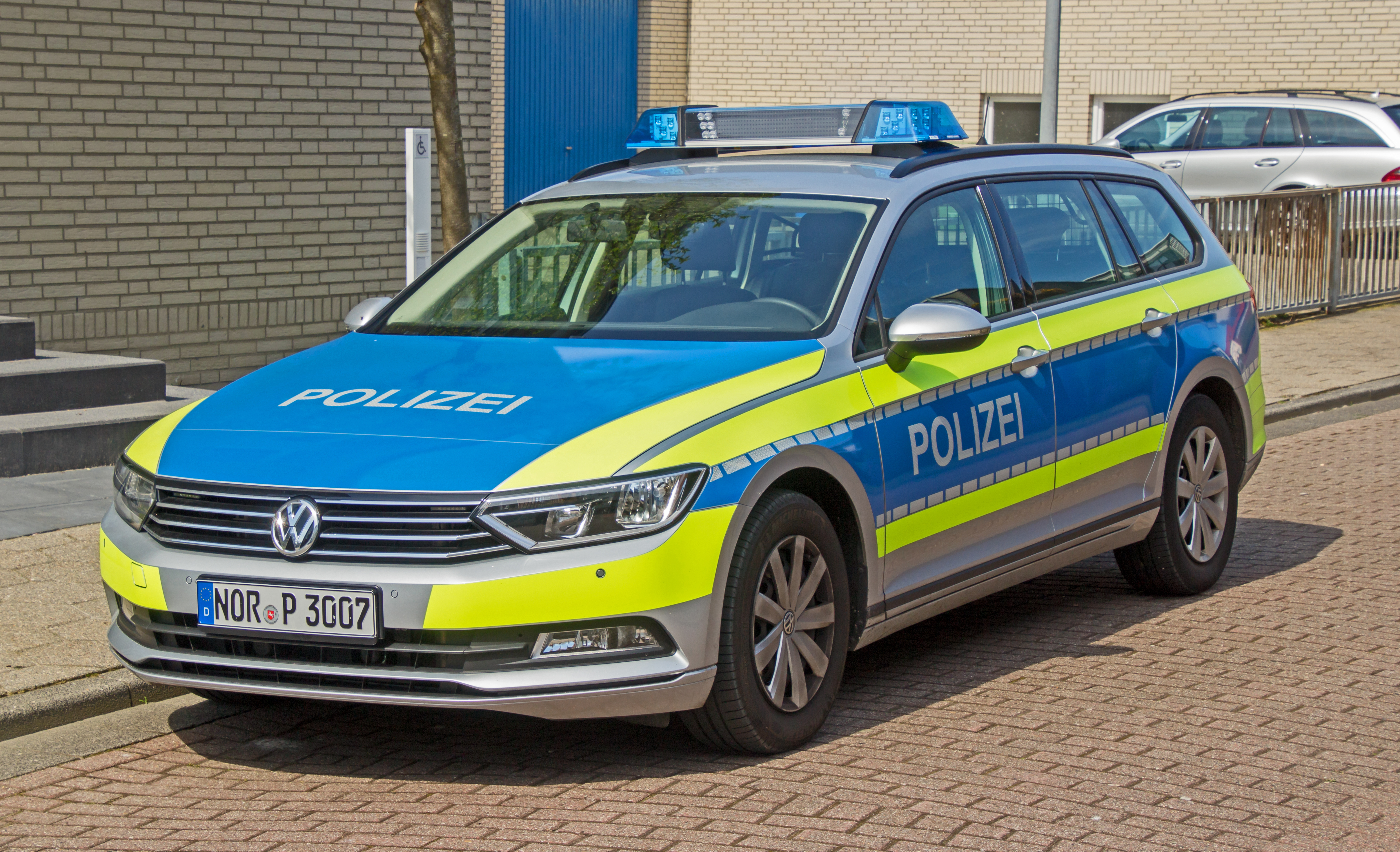
Einsatzfahrzeug mit gelben Markierungen, Norderney

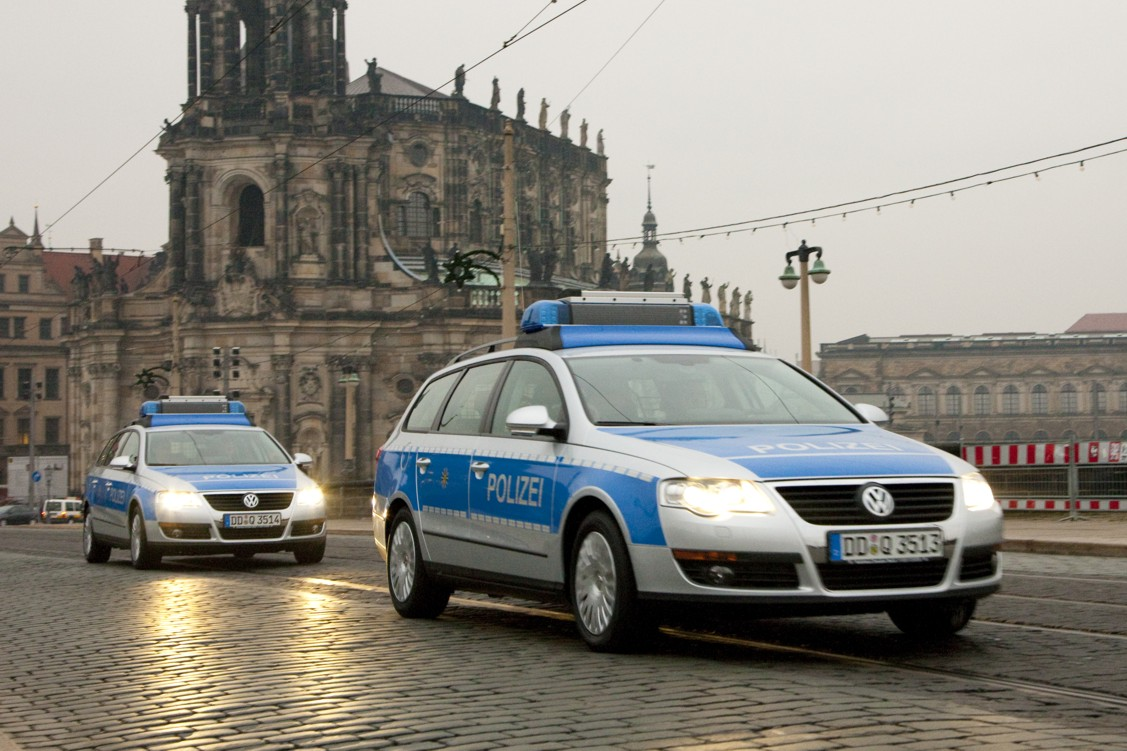
Streifenwagen VW Passat B6 in blau-silberner Farbgebung in Dresden

Ein Streifenwagen (oder Polizeiwagen) ist ein Einsatzfahrzeug der Polizei. Die Bezeichnung Streifenwagen wurde durch den Streifendienst der zu Fuß „streifenden“ Polizeivollzugsbeamten geprägt. Die offizielle Bezeichnung in Österreich ist Streifenkraftwagen (StKW).
Mit der Ausstattung der Polizei durch Automobile wurde sie auf die Fahrzeuge übertragen und gebräuchlich. Neben den Streifenwagen gibt es noch weitere Polizeifahrzeuge für andere Aufgaben. Als noch nicht alle Streifenwagen über Funktechnik verfügten, unterschied man Streifenwagen (StW) und Funk(streifen)wagen (FuStW), teils auch als Funkstreifenkraftwagen (FuStKW). Daneben sind vereinzelt weitere regionale Bezeichnungen bekannt.

## Geschichte

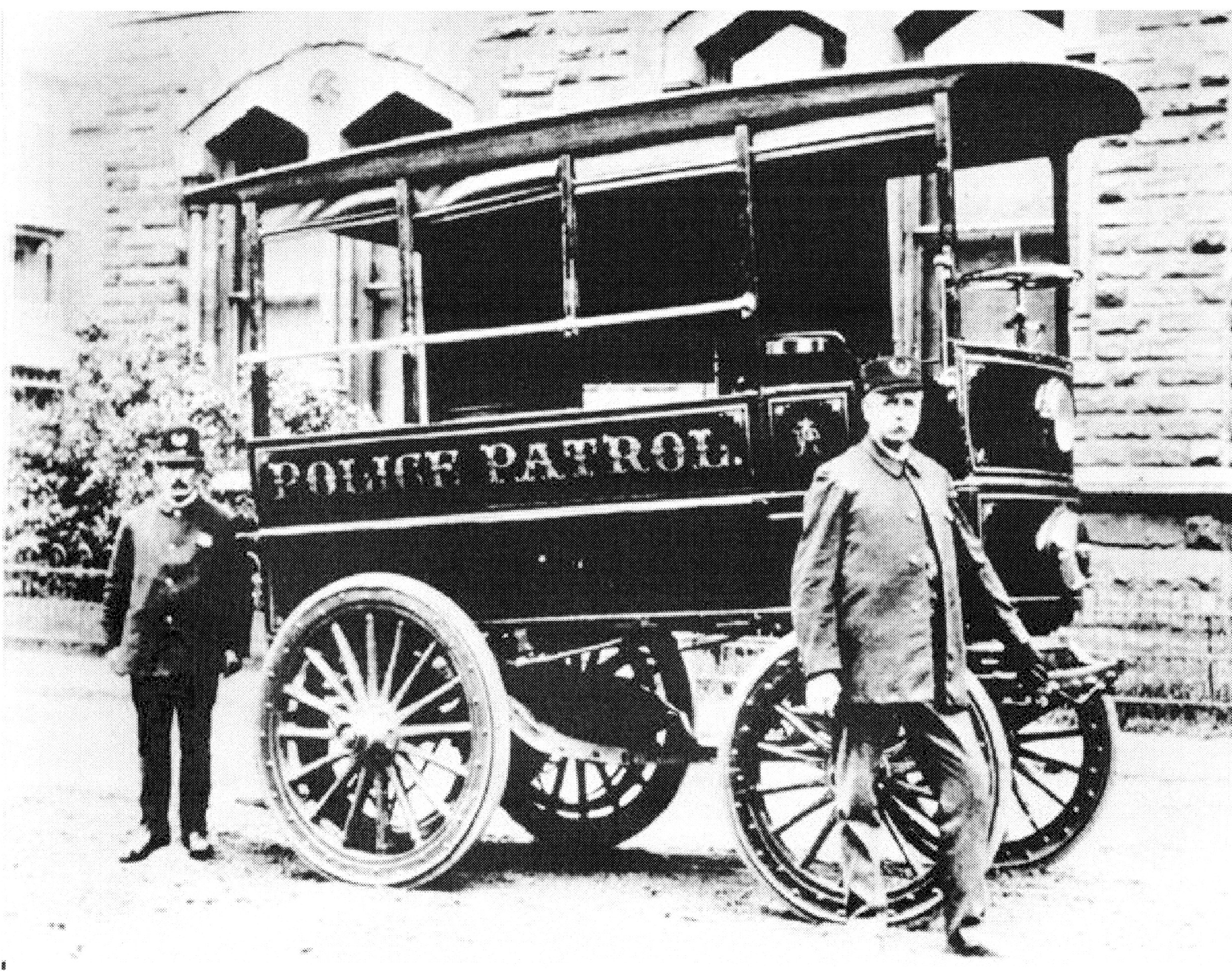
Polizeifahrzeug der Stadtpolizei Akron, Ohio, 1899.

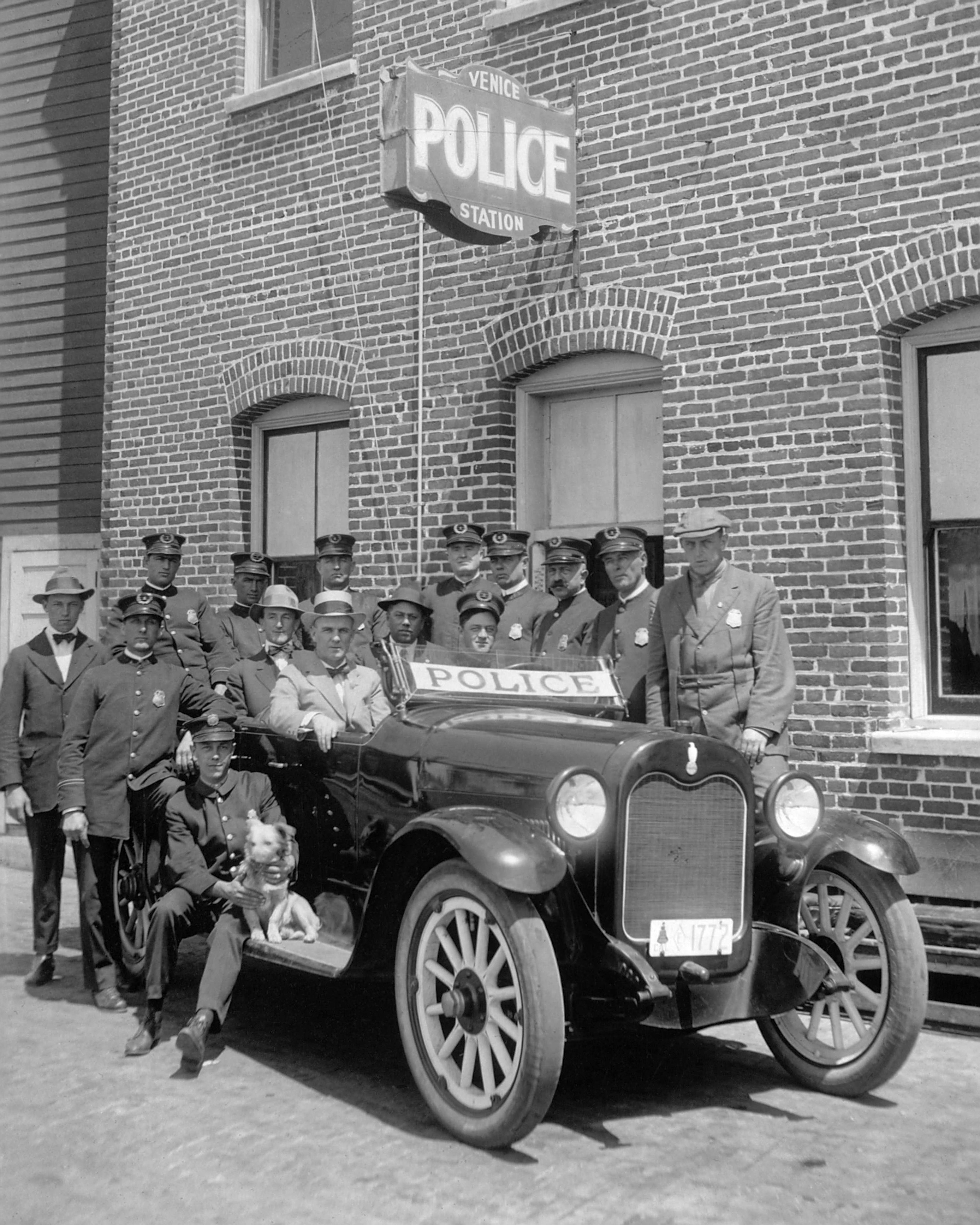
15 Polizeibeamte versammeln sich um ein Polizeifahrzeug vor der Venice Police Station, ca. 1920

Das erste Kraftfahrzeug einer Polizeibehörde war ein Batteriebus der Stadtpolizei von Akron (Ohio), der 1899 in Dienst gestellt, aber bereits im August 1900 während des Akron-Aufruhrs vom Mob entwendet und in den Ohio-Erie-Kanal gekippt wurde.
Erste Streifenwagen wurden in den weitflächigen Großstädten des amerikanischen Westens eingeführt. Die ersten beiden Städte, in denen systematisch Streifenwagen erprobt wurden, waren Kansas City/Missouri und Berkeley/Kalifornien. Hintergrund waren ausufernde Vorstädte, in denen die Fußstreife nicht mehr als adäquate Taktik zur Verhinderung und Verfolgung von Verbrechen angesehen wurde. Weitere Städte waren Detroit (1912) und Los Angeles (1913). Im April 1918 unterhielt die Detroiter Polizei 150 Streifenwagen, jeweils mit einem uniformierten und einem in zivil bekleideten Beamten besetzt. 1919 besaß das New York City Police Department 33 Streifenwagen, 1925 bereits 100. Die ersten Fahrzeuge wurden noch als Squadron cars oder Squad cars (abgeleitet von Schwadron) bezeichnet, da sie eine größere Anzahl von Polizisten transportieren konnten. In Berlin setzte die preußische Schutzpolizei ab Mitte der 1920er Jahre so genannte Schnellpatrouillenwagen ein. 1926 verfügten die 15 Berliner Überfallkommandos über 31 Schnellpatrouillenwagen. Die Dresdner Polizei besaß zu diesem Zeitpunkt bereits 14 Streifenkraftwagen.
1928 wurden zuerst in Detroit Streifenwagen mit Funkempfängern ausgerüstet. Die Polizei sendete wie ein kommerzieller Radiosender ein eigenes Musikprogramm, das bei Bedarf, z. B. bei der Fahndung nach gestohlenen Kraftfahrzeugen oder vermissten Kindern, für Durchsagen an die Streifenwagen unterbrochen wurde. Im März 1933 wurde von der Polizei in Bayonne, US-Bundesstaat New Jersey, der erste Gegensprechfunkverkehr in Streifenwagen eingeführt. Das System war von dem Radioingenieur Frank A. Gunther (1908–1999) und Lieutenant Vincent J. Doyle entwickelt worden. 1942 wurde in Hamburg ein erster Funkstreifenbetrieb mit sechs Radio- bzw. Radiostreifenwagen (RADIWA) eingerichtet. Bei Kriegsende wurde der Dienst eingestellt, erst am 5. Mai 1946 nahmen sieben nun „Peterwagen“ genannte Funkstreifenwagen den Funkstreifendienst wieder auf, die allerdings nur Funksprüche empfangen konnten. 1950 hatte sich die Zahl auf zwölf Fahrzeuge erhöht, die nun auch Funksprüche senden konnten.

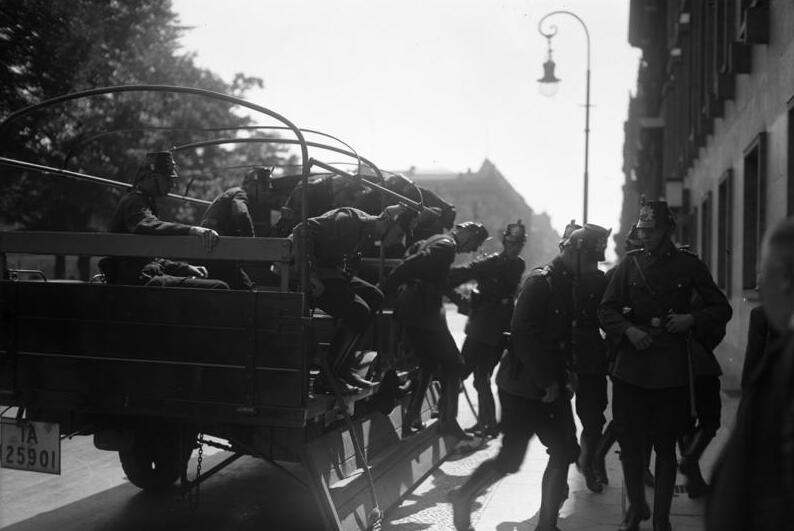
Berlin, Polizei, Mannschaftswagen

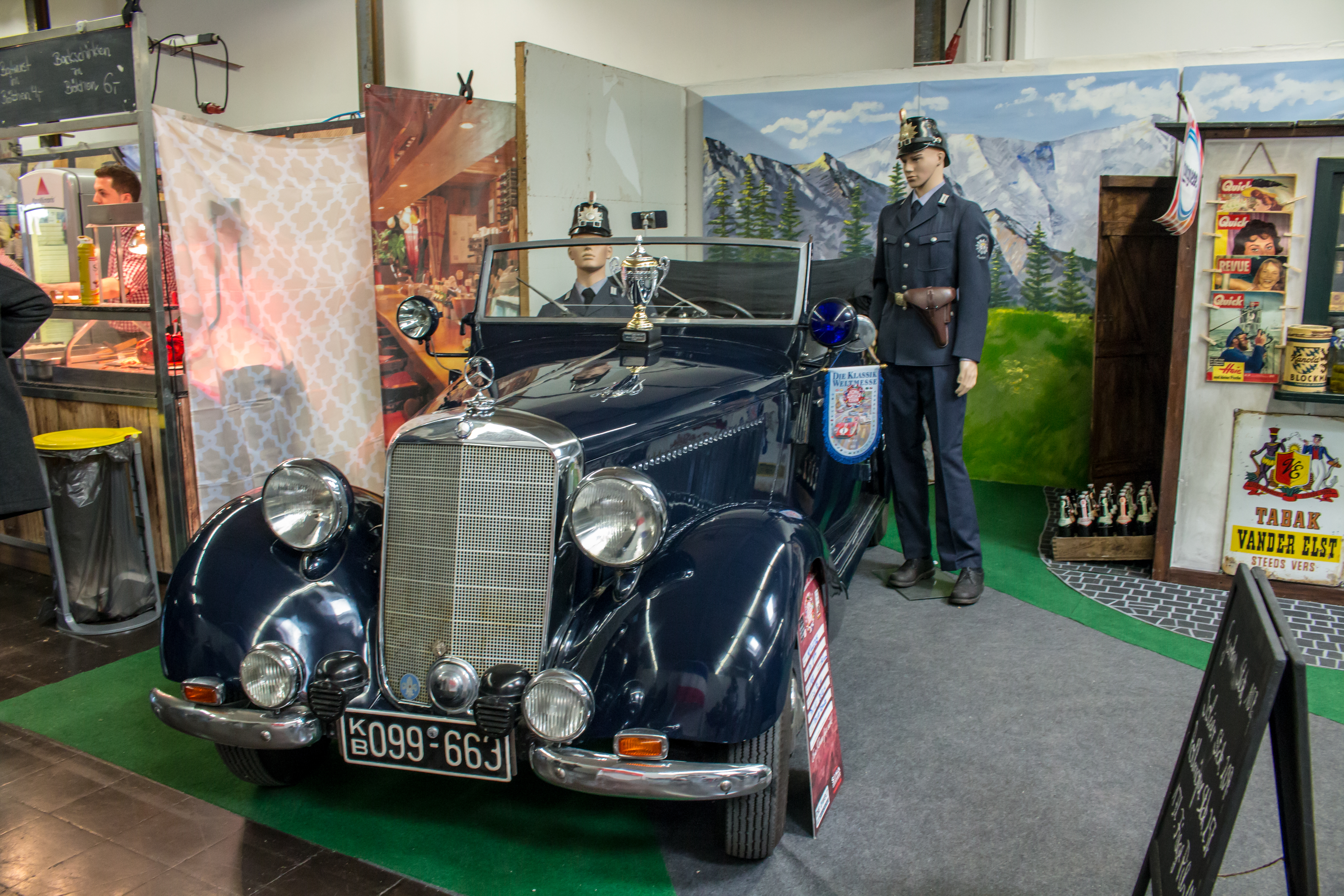
Mercedes-Benz 170

In den 1950er Jahren löste der Funkstreifenwagen in New York endgültig den Fußstreifendienst ab. 1954 waren in Hamburg 40 Funkstreifenwagen im Einsatz, die (theoretisch) in der Lage sein sollten, innerhalb ihres Dienstbereichs einen Einsatzort innerhalb von zweieinhalb Minuten zu erreichen. Bis 1958 waren die Hamburger Funkstreifenwagen in einer speziellen Funkstreifenabteilung zusammengefasst; nach der Auflösung wurden die Beamten und Fahrzeuge auf die Revierwachen verteilt. Die Anzahl der Peterwagen wurde anlässlich der Neustrukturierung von 68 auf nahezu 100 erhöht.
Von der Wiener Polizei kommen 1955 die ersten sechs Funkstreifenwagen mit dem Rufnamen Anton bis Fritz in Einsatz. Fünf Jahre später waren schon Fahrzeuge bis Viktor in Einsatz.

## Deutschland

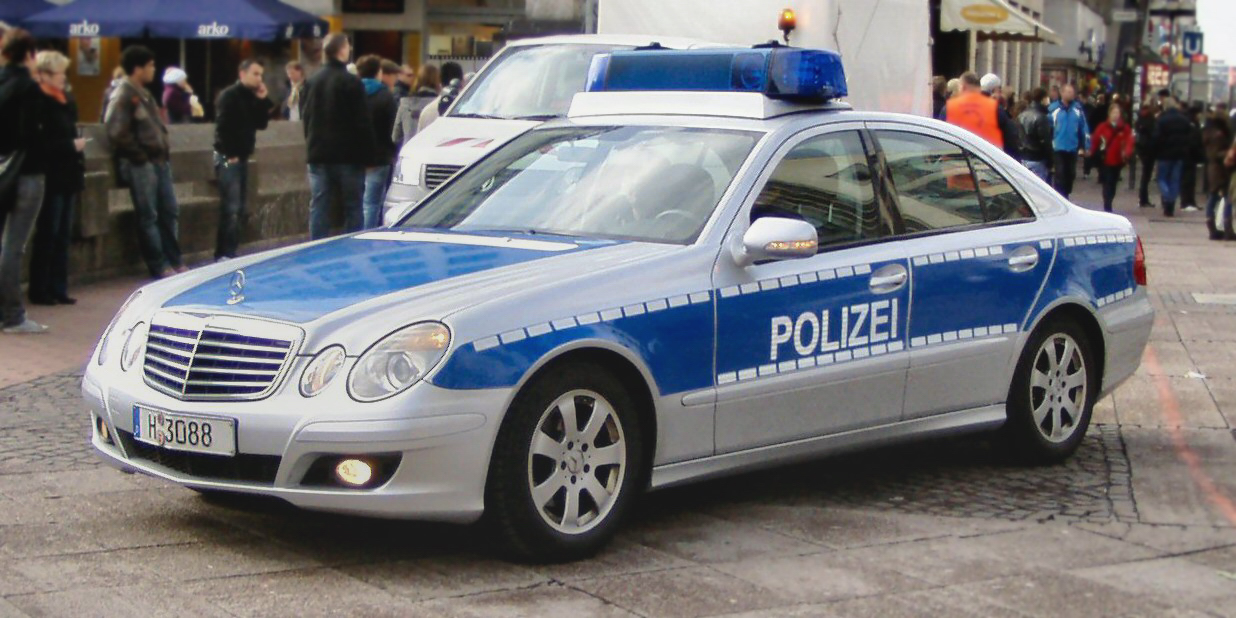
Mercedes-Benz-E-Klasse der Polizei Hannover

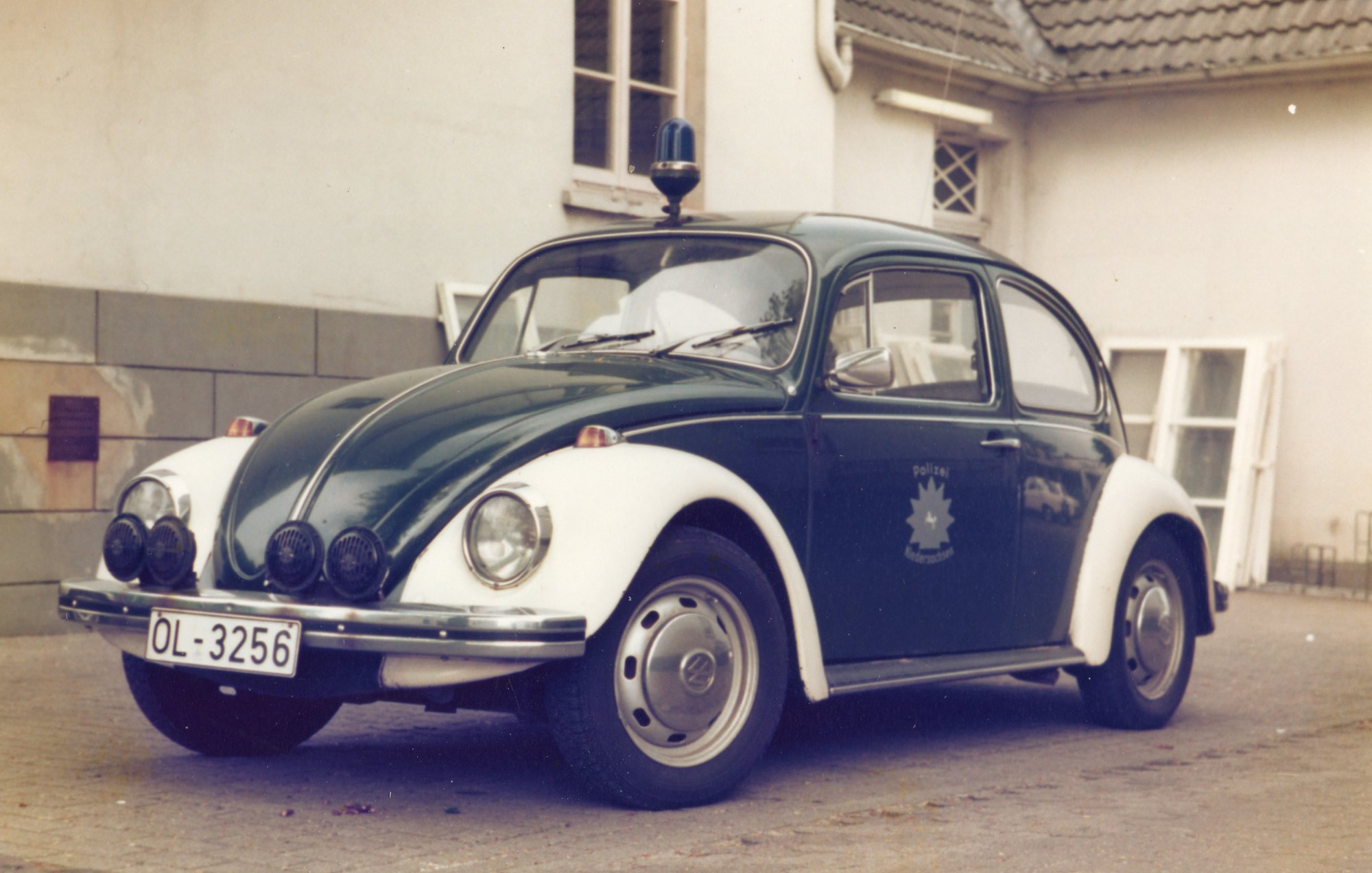
Funkstreifenwagen VW Käfer der Niedersächsischen Schutzpolizei, 3. Polizeirevier Oldenburg-Osternburg, ca. 1978

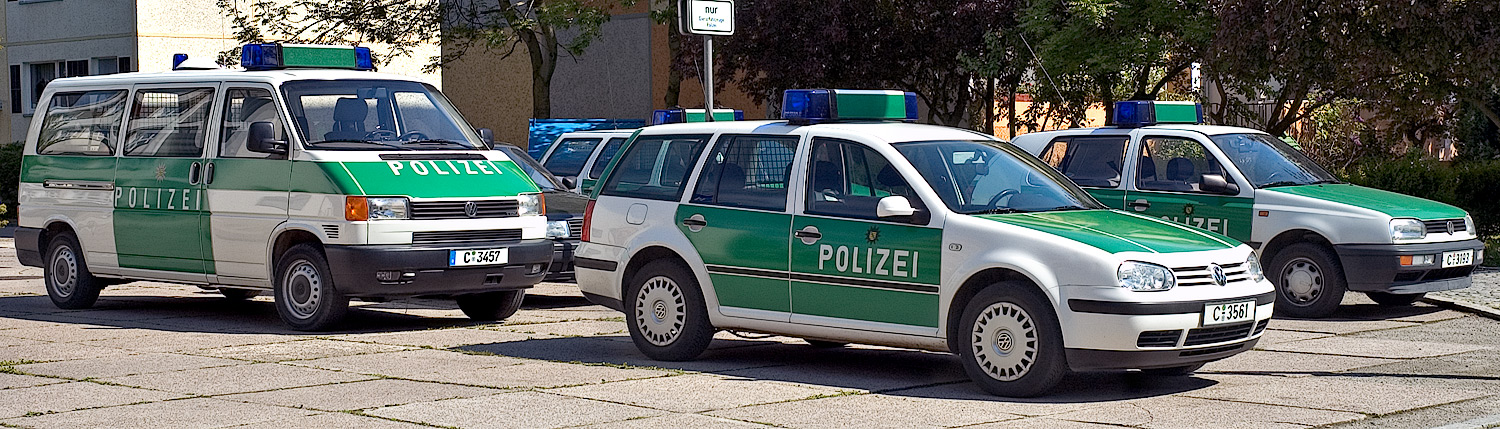
Deutsche Streifenwagen der Marke Volkswagen in grün-weißer Farbgebung

### Fahrzeugtypen und Marken
Streifenwagen sind in Deutschland überwiegend Limousinen und Kombifahrzeuge der automobilen Mittel- oder oberen Mittelklasse sowie Kleinbusse (vor allem in Einsatzhundertschaften). In besonderen Aufgabenbereichen, z. B. für Revierpolizisten oder dem Objektschutz, werden aber auch Fahrzeuge der Kompaktklasse oder Kleinwagen eingesetzt. Bis zur Ablösung durch den VW Passat in den 1970er Jahren war der VW Käfer der am meisten verbreitete Streifenwagen, trotz seiner bekannten Mängel wie mangelnder Größe und seiner Zweitürigkeit; Mängel, die nach Oswald nicht durch "Wirtschaftlichkeit, Robustheit und Lebensdauer" ausgeglichen werden konnten. 1948/49 stellte Volkswagen in Zusammenarbeit mit der Osnabrücker Firma Karmann einen eigens für den Polizeidienst konzipierten Streifenwagen Typ 11 A her, von dem 482 Exemplare ausgeliefert wurden. Es handelte sich um ein Cabriolet mit offenen Seiten und einem Faltdach mit Heckfenster. Die unteren Seitenteile konnten bei Schlechtwetter mit Planen abgedeckt werden.

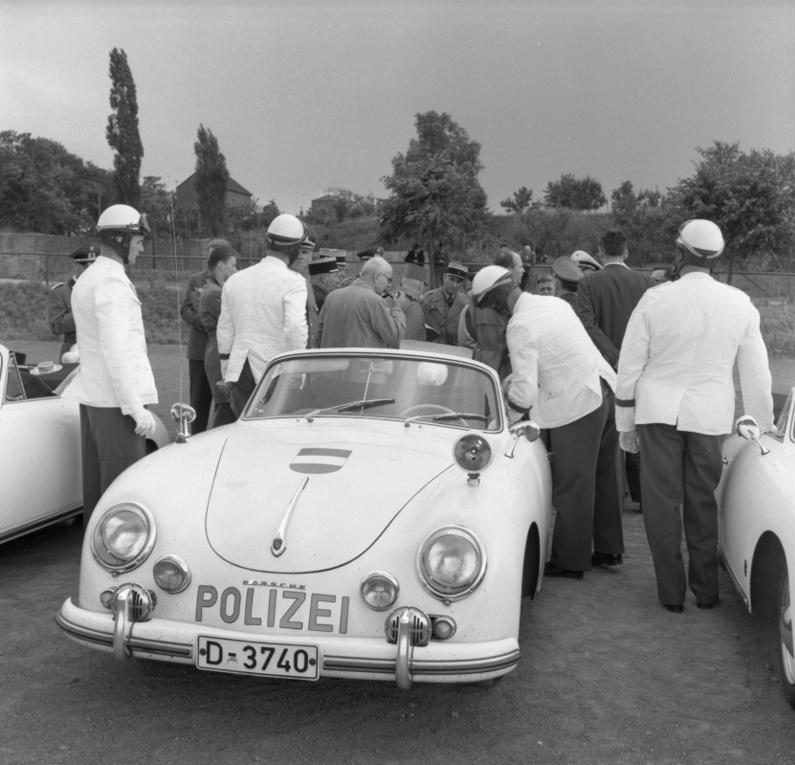
Porsche 356 Cabrio der Autobahnpolizei NRW

Streifenwagen der Autobahnpolizei waren in seltenen Fällen auch Sportwagen oder Sportlimousinen, beispielsweise Porsche 911 und 924 sowie BMW M3. Das in Deutschland am meisten verbreitete Fahrzeug bei der Polizei ist derzeit der BMW 3er.

### Ausstattung
Streifenwagen sind in der Regel mit einer Sondersignalanlage (im Normalfall mit eingebauten Lautsprechern), BOS-Funk (teilweise mit Funkmeldesystem) und Anhaltesignalgebern ausgestattet. Im Fahrzeug werden Ausrüstungsgegenstände für die verschiedensten Szenarien mitgeführt. Für den Einsatz bei Verkehrsunfällen gehören dazu beispielsweise Feuerlöscher, Nothammer, Erste Hilfe Material, Warnleuchten, Verkehrsleitkegel, Winkerkelle, Fotoapparat, Maßband und Fettkreide. Zudem sind für den Einsatz in Ad-hoc Situationen mit Bedrohungslage neben einer Maschinenpistole (häufig Typ Heckler und Koch MP5) auch andere Führungs- und Einsatzmittel an Bord, je nach Bundesland z. B. eine erweiterte Körperschutzausstattung und ein Einsatzschild.
Einige neuere Streifenwagen der Autobahnpolizei verfügen zusätzlich über eine Videokamera in der Frontscheibe, manchmal auch in der Heckscheibe, die sich einschaltet, sobald der Anhaltesignalgeber betätigt wird. Die Kamera kann auch manuell, beispielsweise bei einer Verfolgungsfahrt, eingeschaltet werden. In speziellen zivilen Messfahrzeugen sind Videokameras bereits seit Längerem Standard, insbesondere im Hinblick auf die Aufzeichnung von Verkehrsverstößen.

### Farbgebung

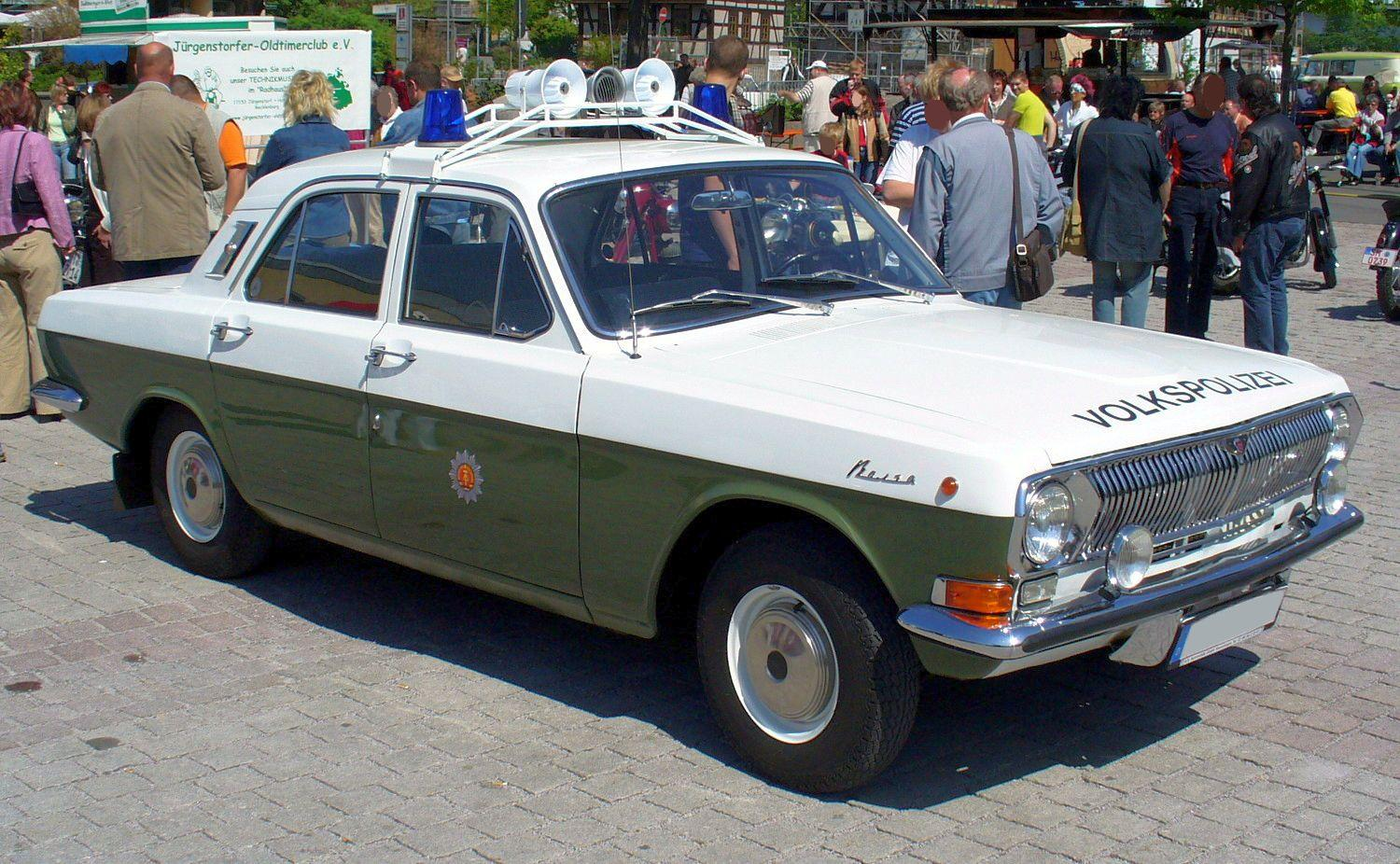
Streifenwagen der Volkspolizei

Die Karosserie deutscher Streifenwagen war ab 1975 weiß lackiert, wobei die beweglichen Teile wie Türen, Motorhaube und Kofferraumdeckel minzgrün lackiert oder später foliert waren. In einigen Ländern (z. B. Bayern und mit Einführung der Folienbeklebung auch Hamburg) wurde eine komplett weiße Karosserie mit einem minzgrünen Streifen im Seitenbereich, genannt Bauchbinde, über die gesamte Fahrzeuglänge ausgestattet.
Streifenwagen der Gendarmerie in Rheinland-Pfalz und der Autobahnpolizeien in Nordrhein-Westfalen und Hessen waren in den 1950er/60er Jahre vollständig weiß lackiert. In Hessen wurden die Fahrzeuge zu Beginn der 1970er Jahre zur Verbesserung der Wahrnehmbarkeit versuchsweise an den Seiten mit roten fluoreszierenden Klebefolien versehen und Bug und Heck mit roter Tagesleuchtfarbe markiert.
Nach der Wiedervereinigung 1990 bekamen die bis dahin hellelfenbein- und olivgrünfarbenen Fahrzeuge der Volkspolizei auch das weiß-grüne Aussehen.
Um einen höheren Wiederverkaufswert ausgedienter Streifenwagen zu erreichen, wechselte die Grundfarbe der Streifenwagen ab 2002 schrittweise zu einer Silbermetallic-Lackierung; die grünen bzw. blauen Farbflächen bestanden hingegen aus relativ leicht entfernbarer Folie. 
Bei fast allen Polizeien werden heute neue Fahrzeuge in der Farbgebung Blau-Silber bzw. Blau-Weiß beschafft. Die blaue Farbgebung geht auf europäische Bestrebungen zurück, alle Polizeifahrzeuge europaweit einheitlich zu gestalten. Die aktuelle Fahrzeuglackierung ist Verkehrsblau (RAL 5017) in Verbindung mit Silber bzw. Weiß. Als letzte Landespolizei wechselte 2016 Bayern von der Farbgebung Grün-Silber auf Blau-Silber, nach wie vor sind dort noch einzelne Streifenwagen und Einsatzfahrzeuge in Grün-Silber im Einsatz.
Da die Fahrzeuge oft geleast sind, werden die grünen bzw. blauen Flächen nicht mehr lackiert, sondern mit spezieller Folie geklebt. Ober- und unterhalb der Folie wird meist eine retroreflektierende Konturmarkierung in Form von einzelnen Rechtecken, genannt „GAPS“, angebracht. Die genaue Ausführung variiert teilweise von Fahrzeug zu Fahrzeug. In Hamburg wird zudem traditionell nur seitlich eine farbliche Absetzung vorgenommen. Fast immer erhalten die Fahrzeuge zusätzlich fluoreszierend gelbe Applikationen.
Das Fahrzeugleasing steht gegenwärtig zur Debatte, da es Zweifel an der Wirtschaftlichkeit des Modells gibt. Infolgedessen gibt es Überlegungen, Fahrzeuge wieder selbst anzuschaffen.

### Kennzeichen
Bis zur Abschaffung der Behördenkennzeichen im Jahr 2007 begannen die Kfz-Kennzeichen der Streifenwagen normalerweise mit dem Kürzel des Sitzes des jeweiligen Polizeipräsidiums, teilweise dem der Landeshauptstadt und zeigten neben dem Zulassungsbezirk keine weiteren Buchstaben. Meist begann die Ziffernkombination mit 3 oder 7.
Seit dem 1. März 2007 handhaben die Länder die Vergabe der Kennzeichen für Polizeifahrzeuge unterschiedlich:
| Polizei                        | Kennzeichen | |
| ------------------------------ | ----------- | --- |
| Polizei Baden-Württemberg      | BWL 4–XXXX  | BWL steht für Baden-Württemberg, Landesregierung, Landtag und Polizei |
| Polizei Bayern                 | –           | normale Kennzeichen aus dem Zulassungsbezirk des jeweiligen Präsidiums: A, BA (nur Bereitschaftspolizei), BT, IN, KE, LA, M, N, R, RO, SR, WÜ, meist mit einheitlichen Mittelbuchstaben (z. B. N-PP XXX im Bereich des Präsidiums Mittelfranken). |
| Polizei Berlin                 | B–XXXXX     | B steht für Berlin |
| Polizei Brandenburg            | BBL 4–XXXX  | BBL steht für Brandenburg, Landesregierung, Landtag und Polizei |
| Polizei Bremen                 | HB–XXXX     | HB steht für Hansestadt Bremen |
| Polizei Hamburg                | HH–XXXX     | HH steht für Hansestadt Hamburg |
| Polizei Hessen                 | WI–HP XXXX  | Kennzeichen der Landeshauptstadt Wiesbaden und HP für Hessische Polizei |
| Polizei Mecklenburg-Vorpommern | MVL–3XXXX   | MVL steht für Mecklenburg-Vorpommern, Landesregierung und Landtag |
| Polizei Niedersachsen          | –           | normale Kennzeichen aus dem jeweiligen Zulassungsbezirk |
| Polizei Nordrhein-Westfalen    | NRW–X–XXXX  | NRW 4, 5 oder 6 steht für Nordrhein-Westfalen, Landesregierung und Landtag |
| Polizei Rheinland-Pfalz        | RPL 4–XXXX  | RPL steht für Rheinland-Pfalz, Landesregierung, Landtag und Polizei |
| Polizei Saarland               | SAL–4 XXXX  | SAL steht für Saarland, Landesregierung, Landtag und Polizei |
| Polizei Sachsen                | DD–Q XXXX   | Kennzeichen der Landeshauptstadt Dresden und dem Erkennungsbuchstaben Q |
| Polizei Sachsen-Anhalt         | LSA–XXXXX   | LSA steht für Sachsen-Anhalt, Landesregierung, Landtag und Polizei |
| Polizei Schleswig-Holstein     | SH–3XXXX    | SH steht für Schleswig-Holstein, Landesregierung, Landtag und Polizei |
| Thüringer Polizei              | EF–LP XXXX  | LP steht für Landespolizei; bis 2011: EF–TP XXXX: noch in Benutzung, keine Vergabe mehr |
| Bundespolizei                  | BP-XX-XXX   | BP steht für Bundespolizei; früher BG-XX-XXX für den Bundesgrenzschutz |

Die 4 (in Nordrhein-Westfalen auch 5 und 6) steht jeweils für das Innenministerium. In den Stadtstaaten Hamburg, Bremen und in Berlin wurden die bisherigen Kennzeichen beibehalten, da diese Kennzeichen zugleich auch die beibehaltenen Kennzeichen der obersten Landesbehörden darstellen. In Bayern und Niedersachsen werden neue Streifenwagen und Einsatzfahrzeuge seit dem 1. März 2007 mit normalen Kfz-Kennzeichen zugelassen.

### Luftkennung
Die großen Zahlen und Buchstaben auf den Fahrzeugen sind die sogenannten Luftkennungen, damit die Besatzung eines im Einsatz befindlichen Polizeihubschraubers die Standorte einzelner Streifen lokalisieren und die Fahrzeuge am Boden direkt ansprechen kann.

### Regionale Bezeichnungen
Eine umgangssprachliche Bezeichnung für einen Streifenwagen der Hamburger Polizei ist Peterwagen.
Der Name Peterwagen entstand dem Volksmund nach im Hamburger Raum 1946 durch ein Missverständnis bei der Einholung der Genehmigung zum Betrieb der damals sogenannten „Radiowagen“ bei der britischen Militärregierung, als der britische Offizier das Wort „Patrolcar“ in der Hamburger Aussprache nicht recht verstand und um Buchstabierung bat: „P like Peter…“, was den Briten zu der Äußerung „Oh, I know, Peterwagen“ brachte, die er so notierte und auf dem Dienstweg weitergab.
Einer anderen Erklärung nach entstand der Name aus dem in Hamburg für die Polizei ausgewählten Funkrufnamen „Peter“, welcher sich aus der in der Seefahrt verwendeten Signalflagge für „P“ (ein weißes Feld mit blauem Rand) ableiten soll, die in Deutschland als Blauer Peter bekannt war und anzeigte, dass alle Seeleute an Bord gehen mussten, da das Schiff auslaufen will.
In Ostberlin hießen die Funkstreifenwagen Toniwagen.
Im Verwaltungsbezirk Oldenburg hießen die Funkstreifenwagen Ottowagen nach dem Ansagewort in der deutschsprachigen Buchstabiertafel für den Anfangsbuchstaben von „Oldenburg“. Der Begriff lässt sich im Onlinearchiv der Nordwest-Zeitung bis ca. Mitte der 1970er-Jahre nachweisen.

### Bundespolizei
Beispiele für Streifenwagen der Bundespolizei:

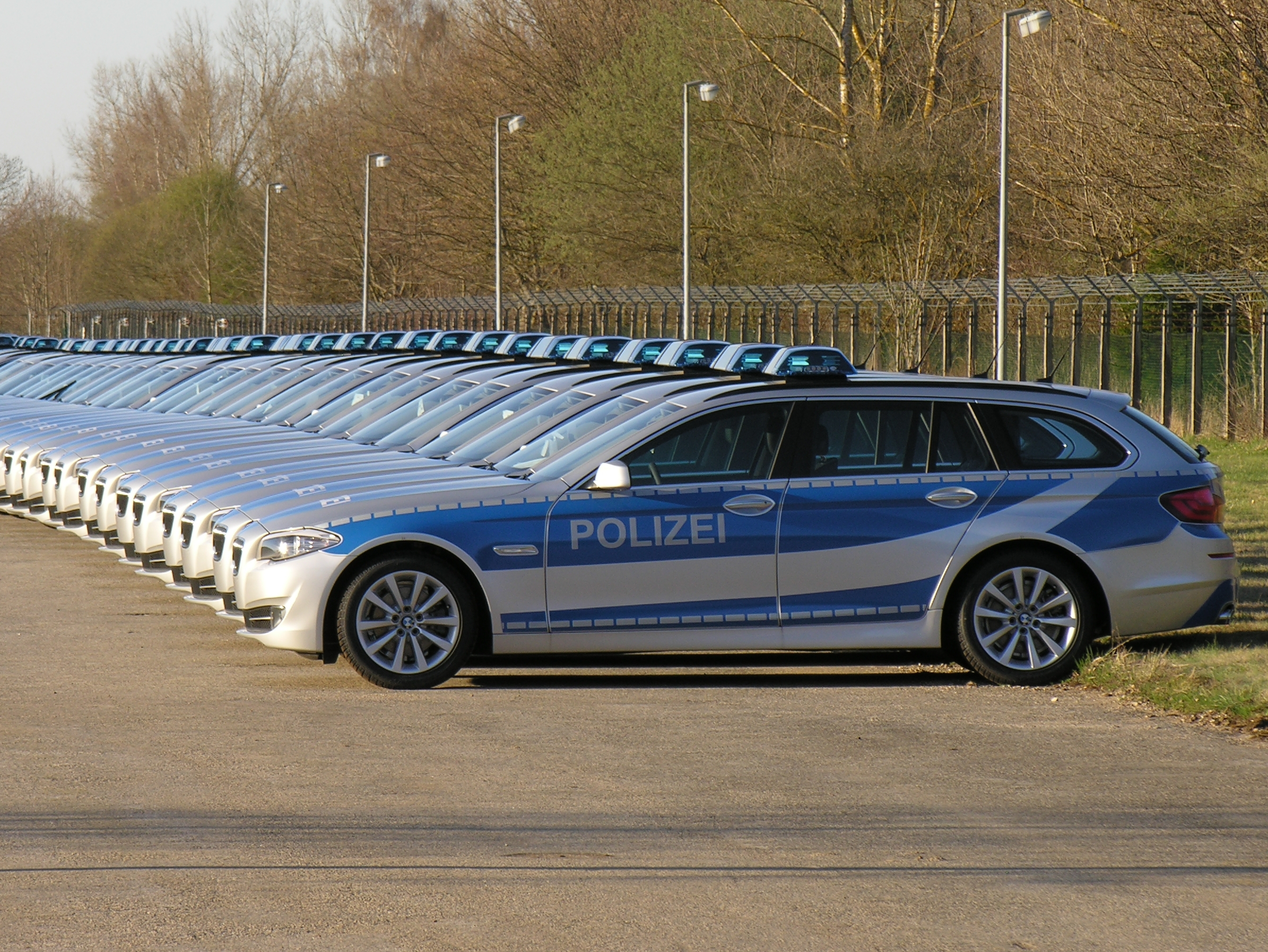
BMW Einsatzfahrzeuge
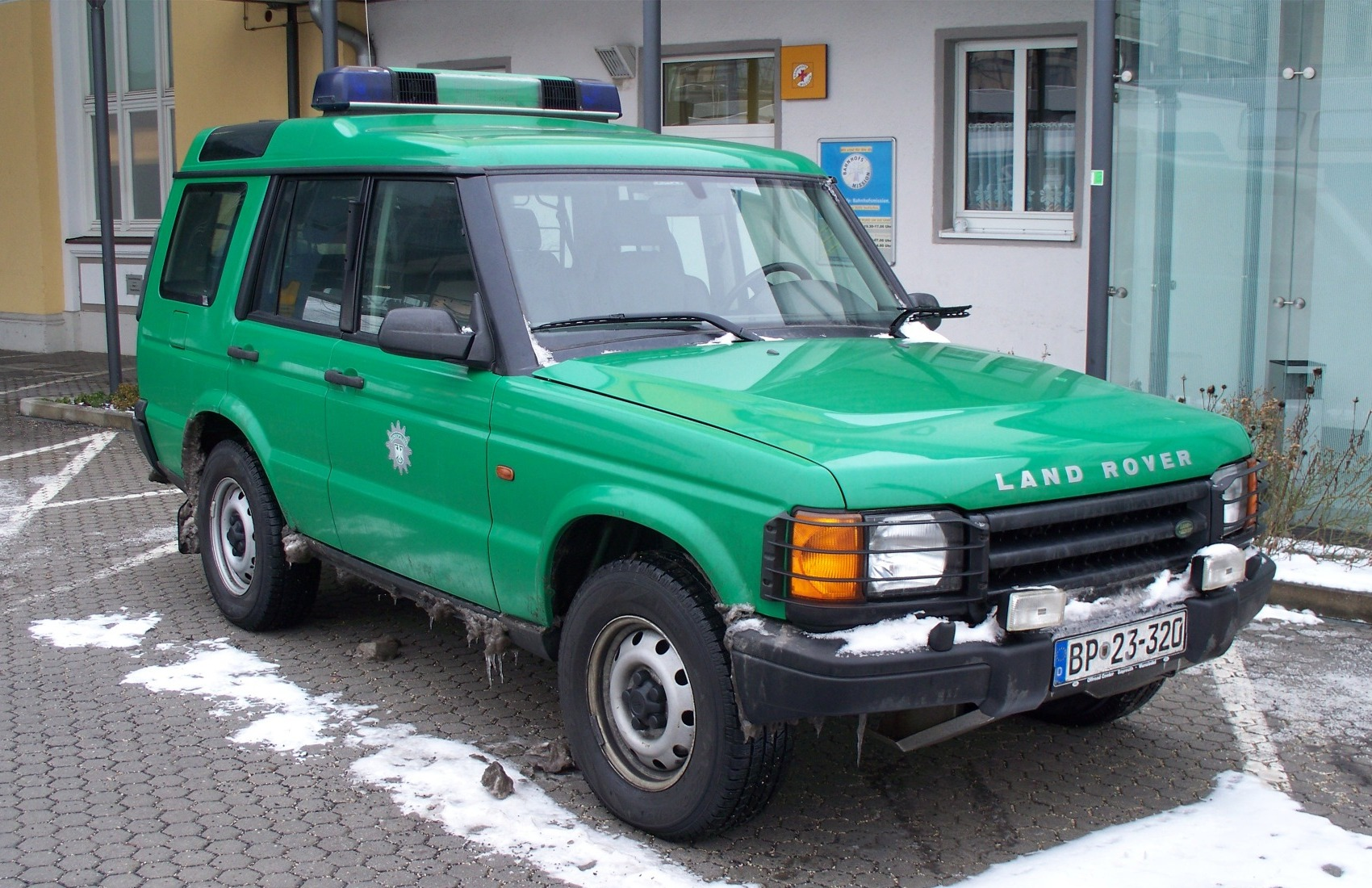
Land Rover
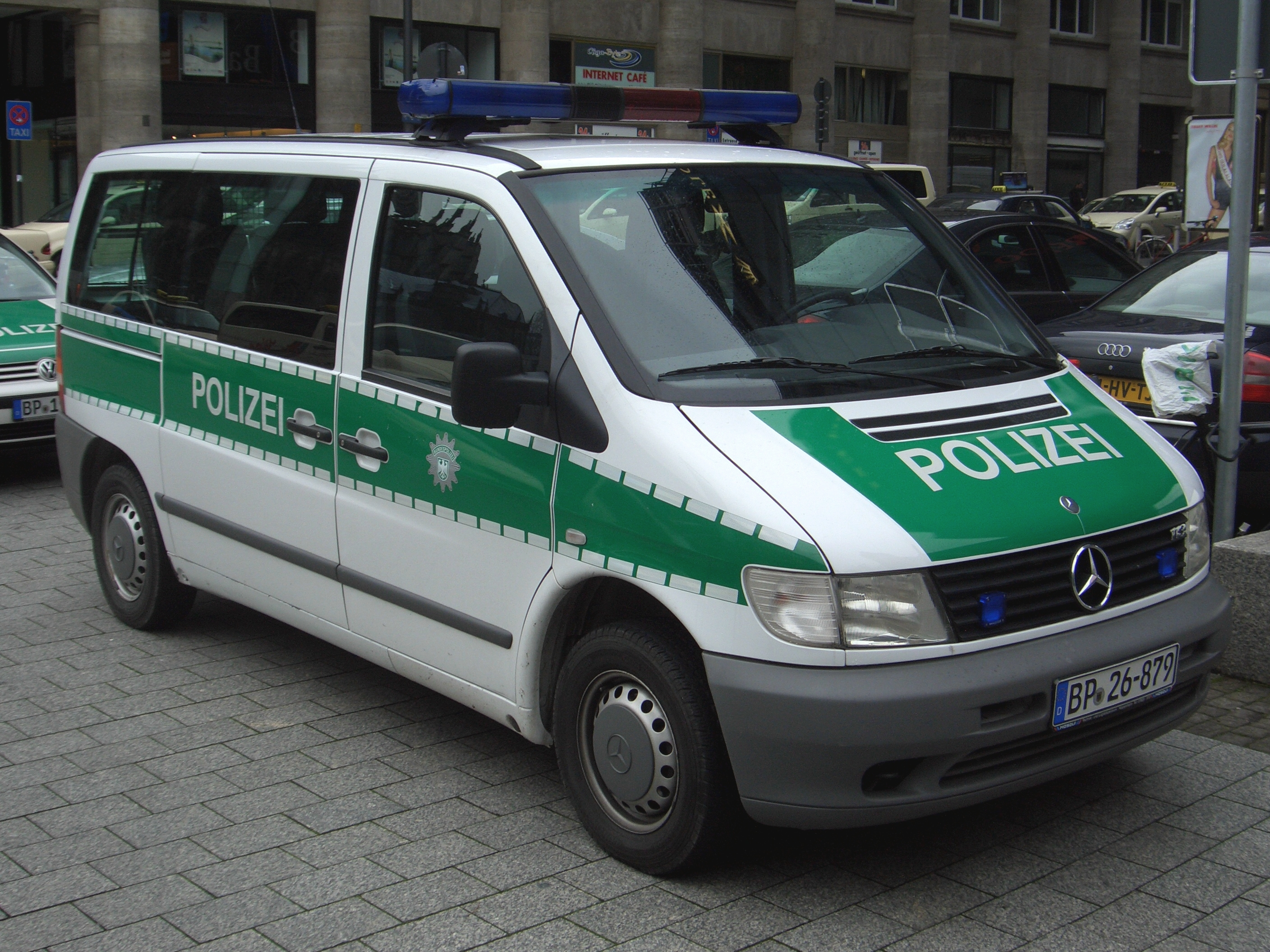
Mercedes-Benz Vito (W 638)
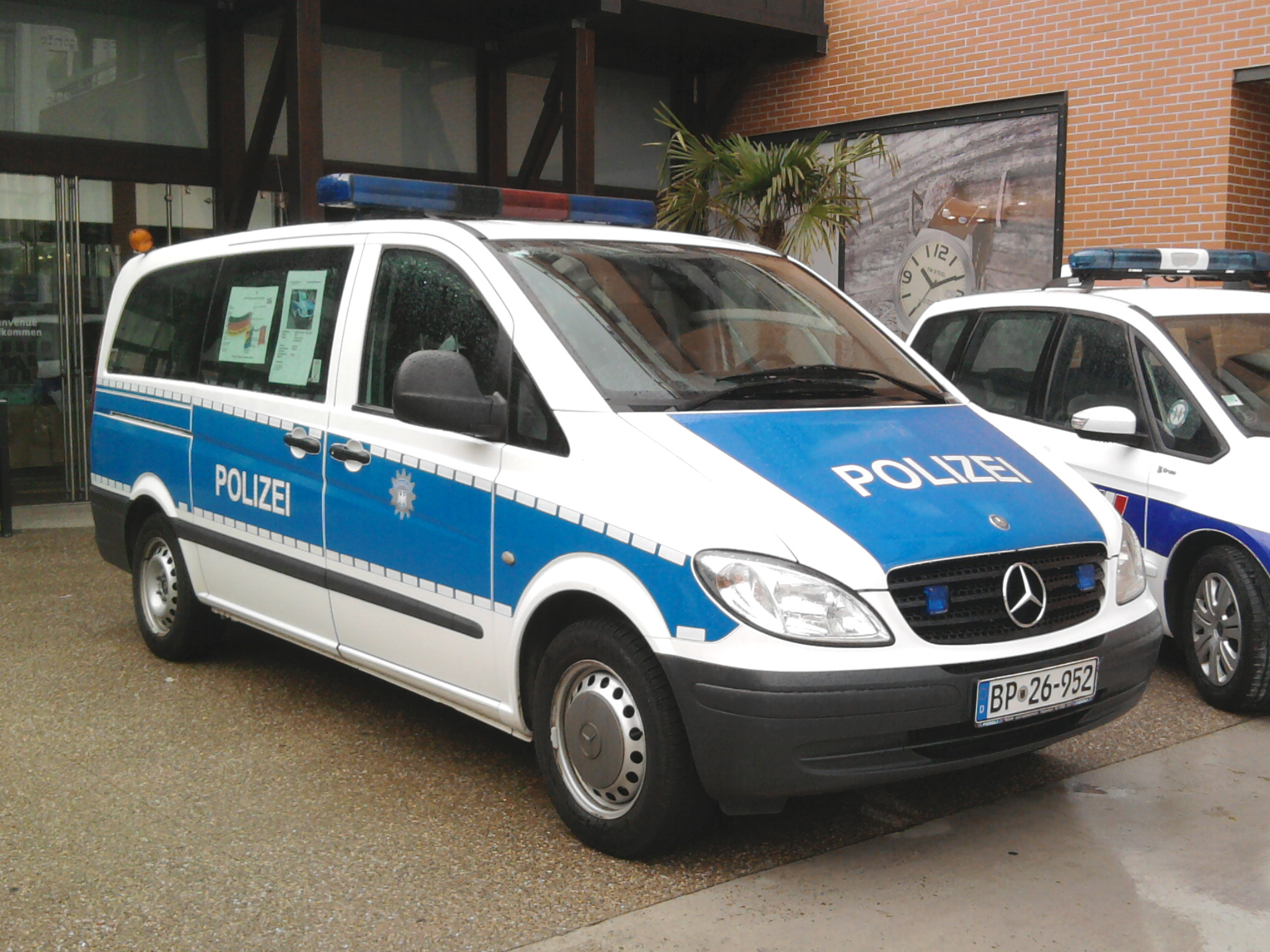
Mercedes-Benz Vito (W 639)

### Streifenwagen, dienichtzur Polizei gehören
Die Polizeien des Bundes und der Länder sind nicht die einzigen Organisationen, die Streifenwagen betreiben. Ferner gibt es noch weitere Behörden und Einrichtungen, wie etwa die Bundeszollverwaltung, die Feldjäger der Bundeswehr (als Militärpolizei), das Bundesamt für Güterverkehr (BAG), die Ordnungsämter usw.
Einige Beispiele

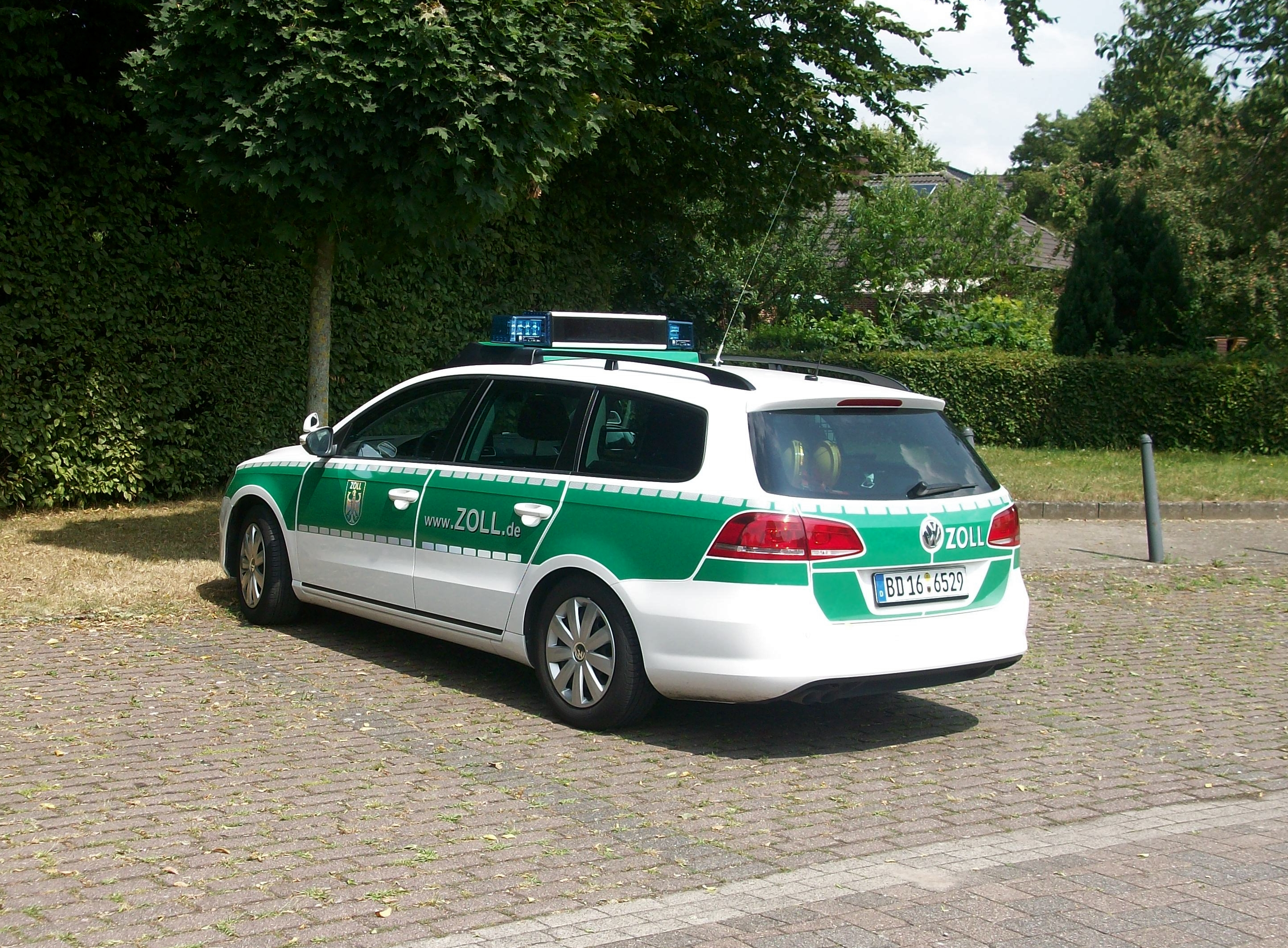
Volkswagen Passat (Zoll)
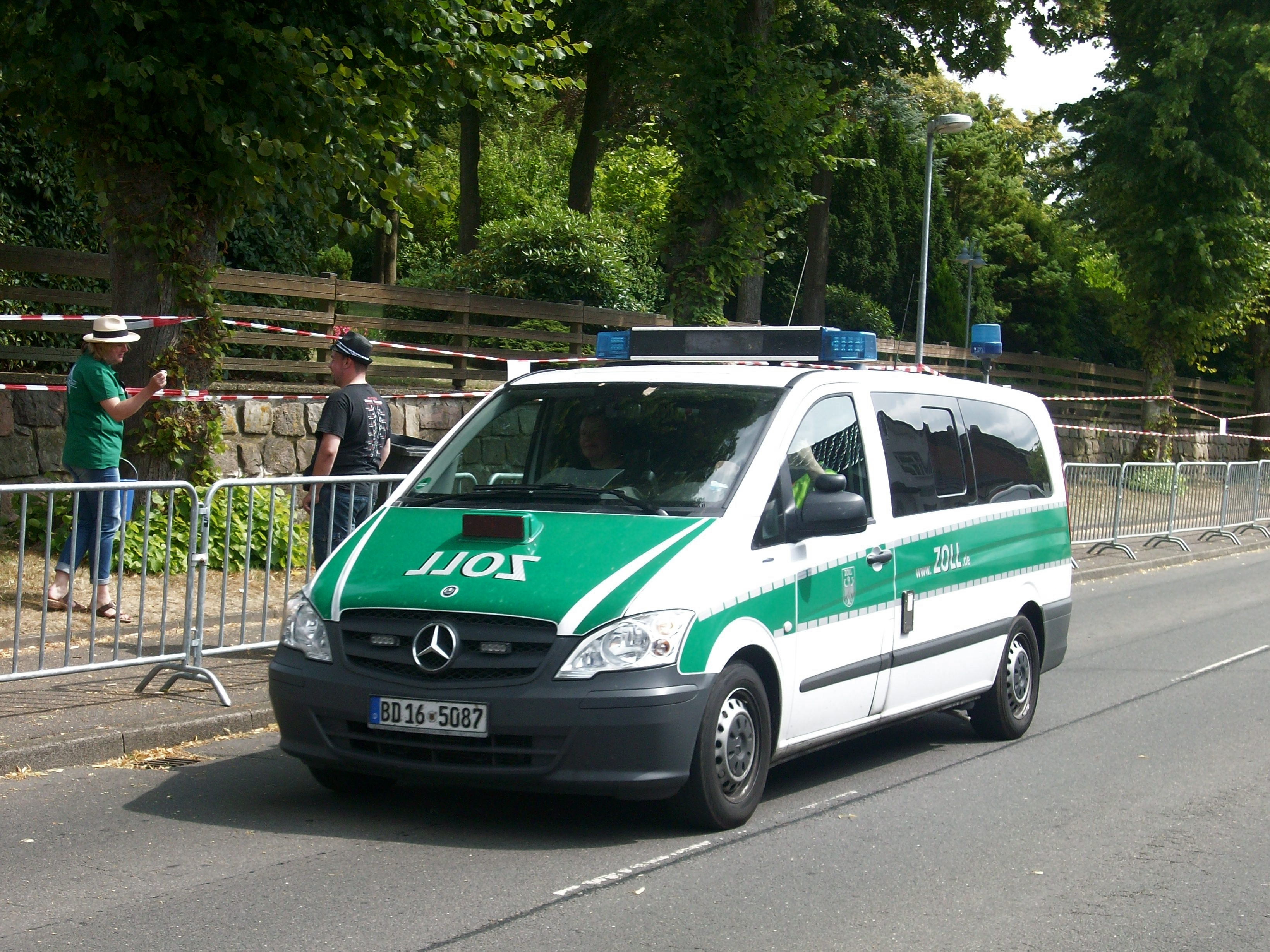
Streifenfahrzeug Mercedes-Benz Vito (Zoll)
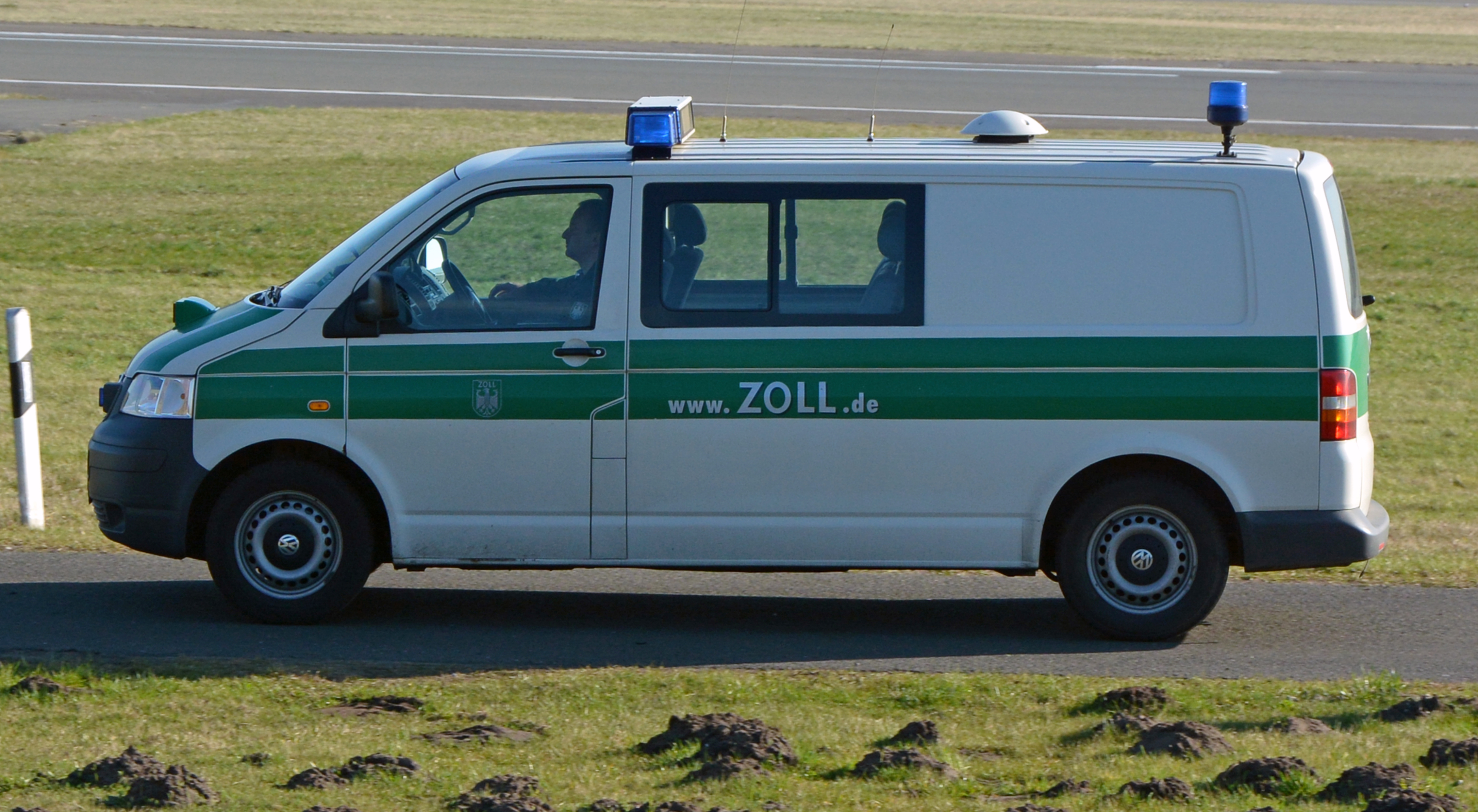
VW T5-Bus (Zoll)
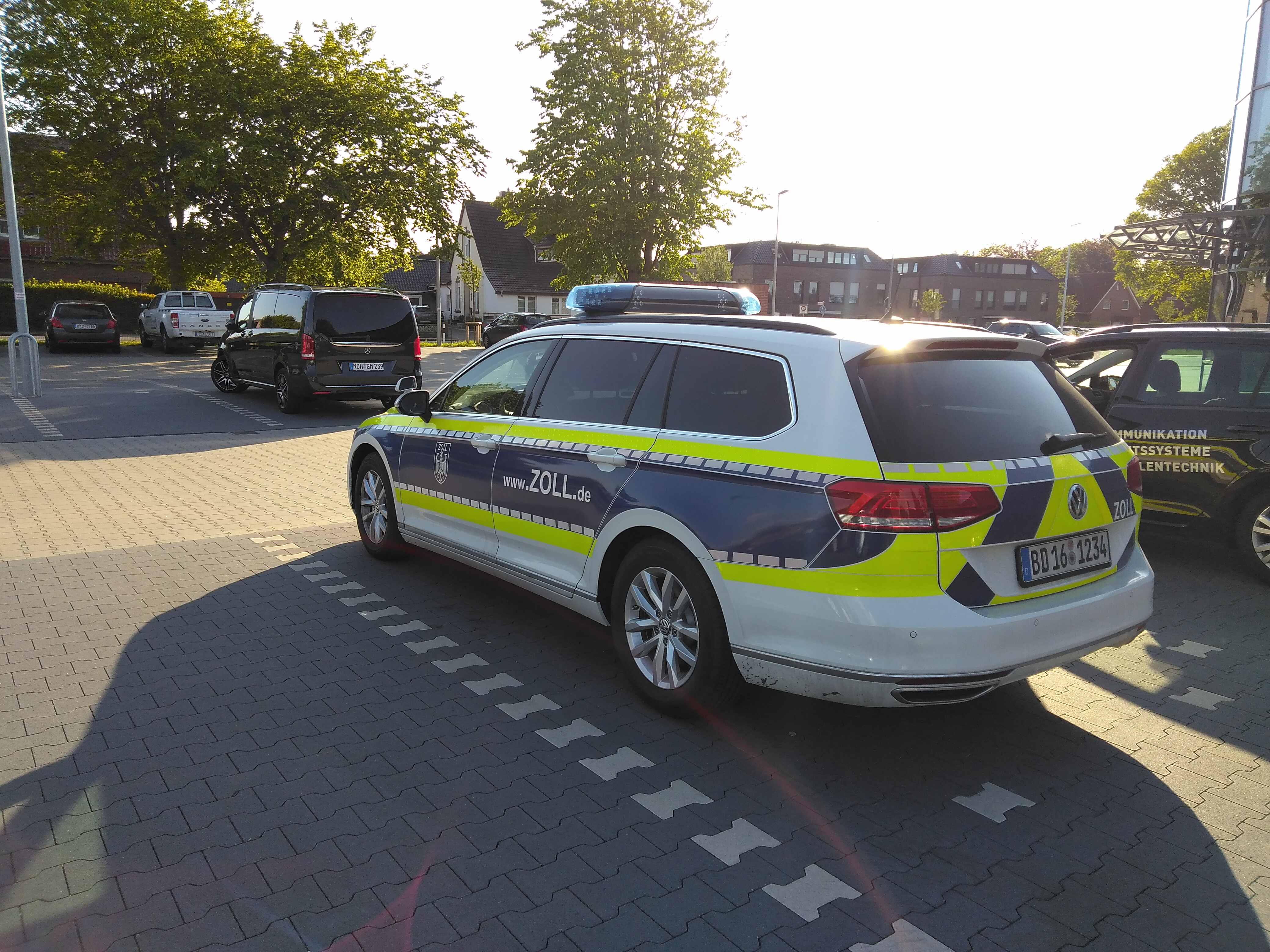
Volkswagen Passat (Zoll) Blau
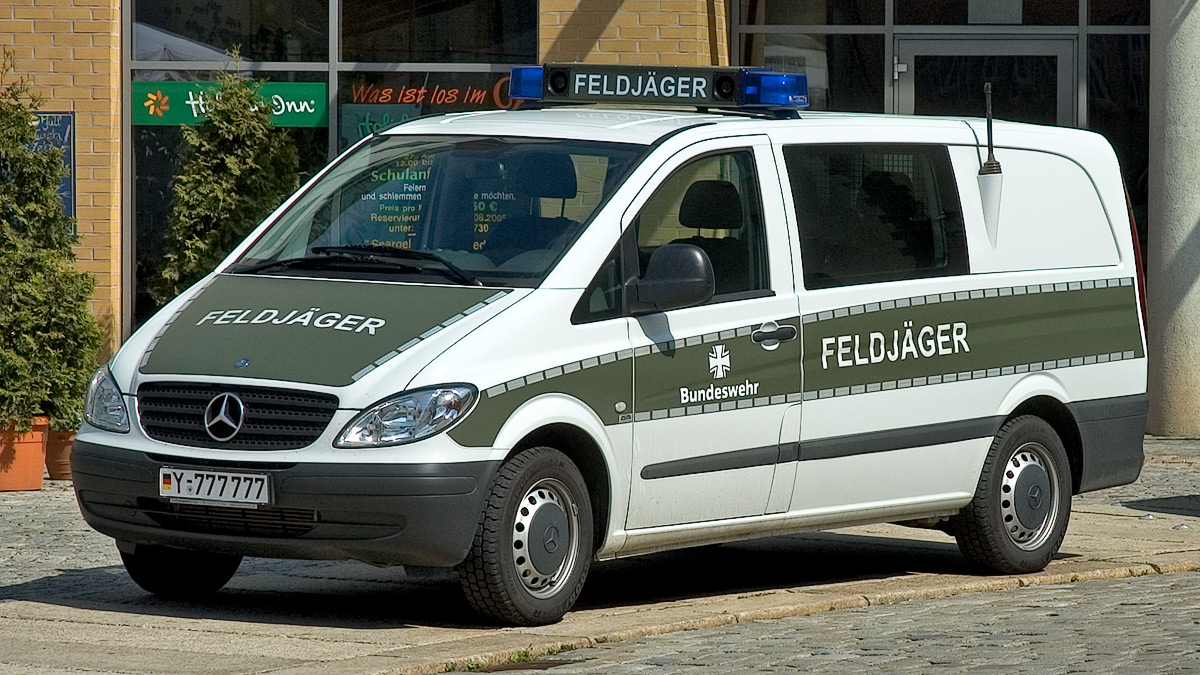
Streifenfahrzeug Mercedes-Benz Vito (Feldjäger)
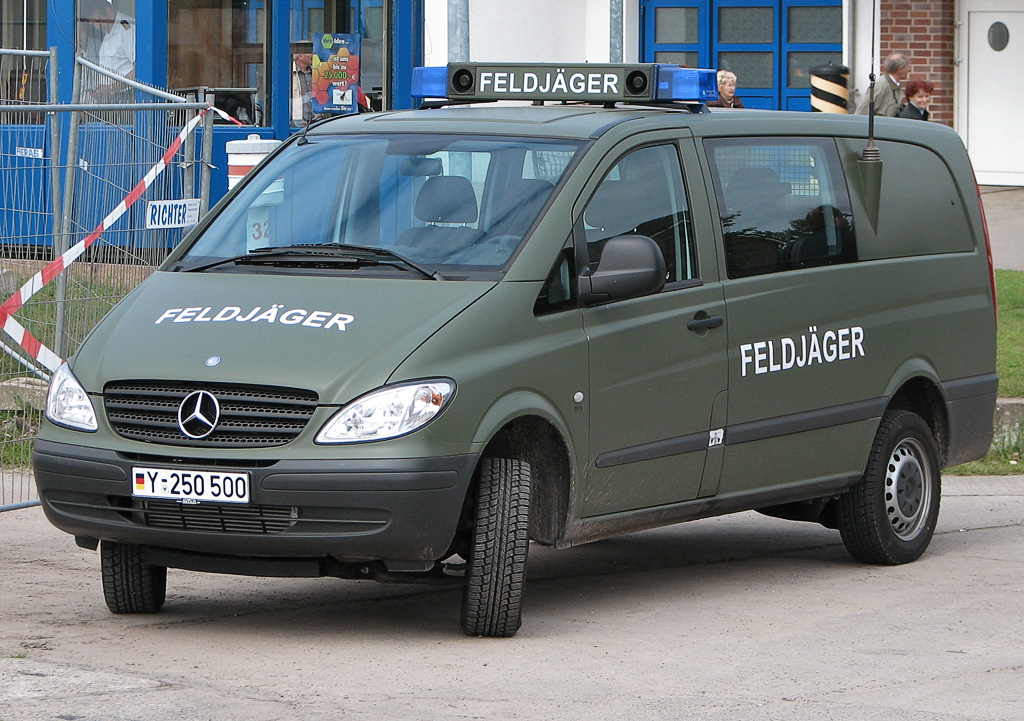
Geländegängiger Mercedes-Benz Vito (Feldjäger)
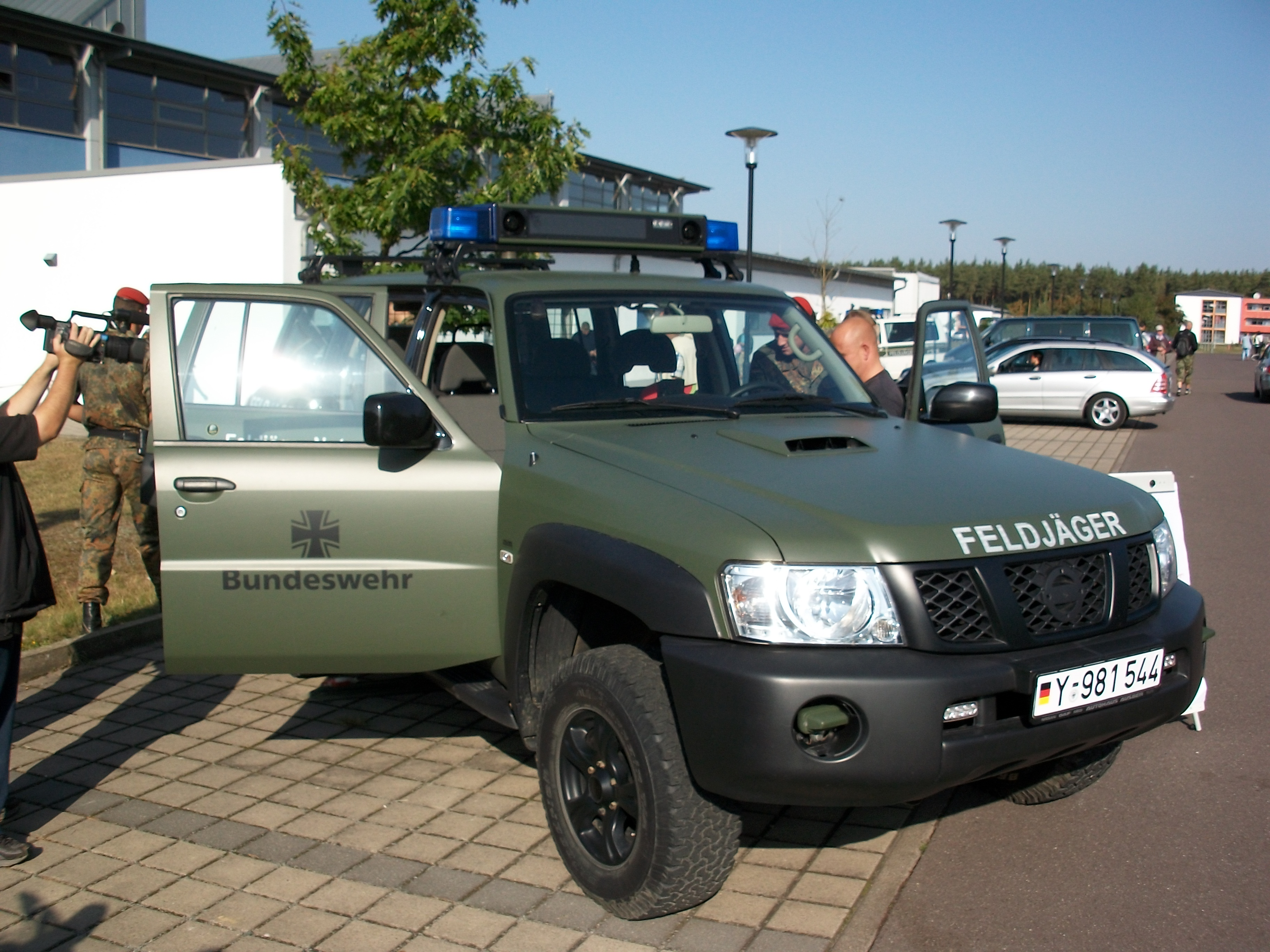
Geländegängiger Nissan Patrol (Feldjäger)
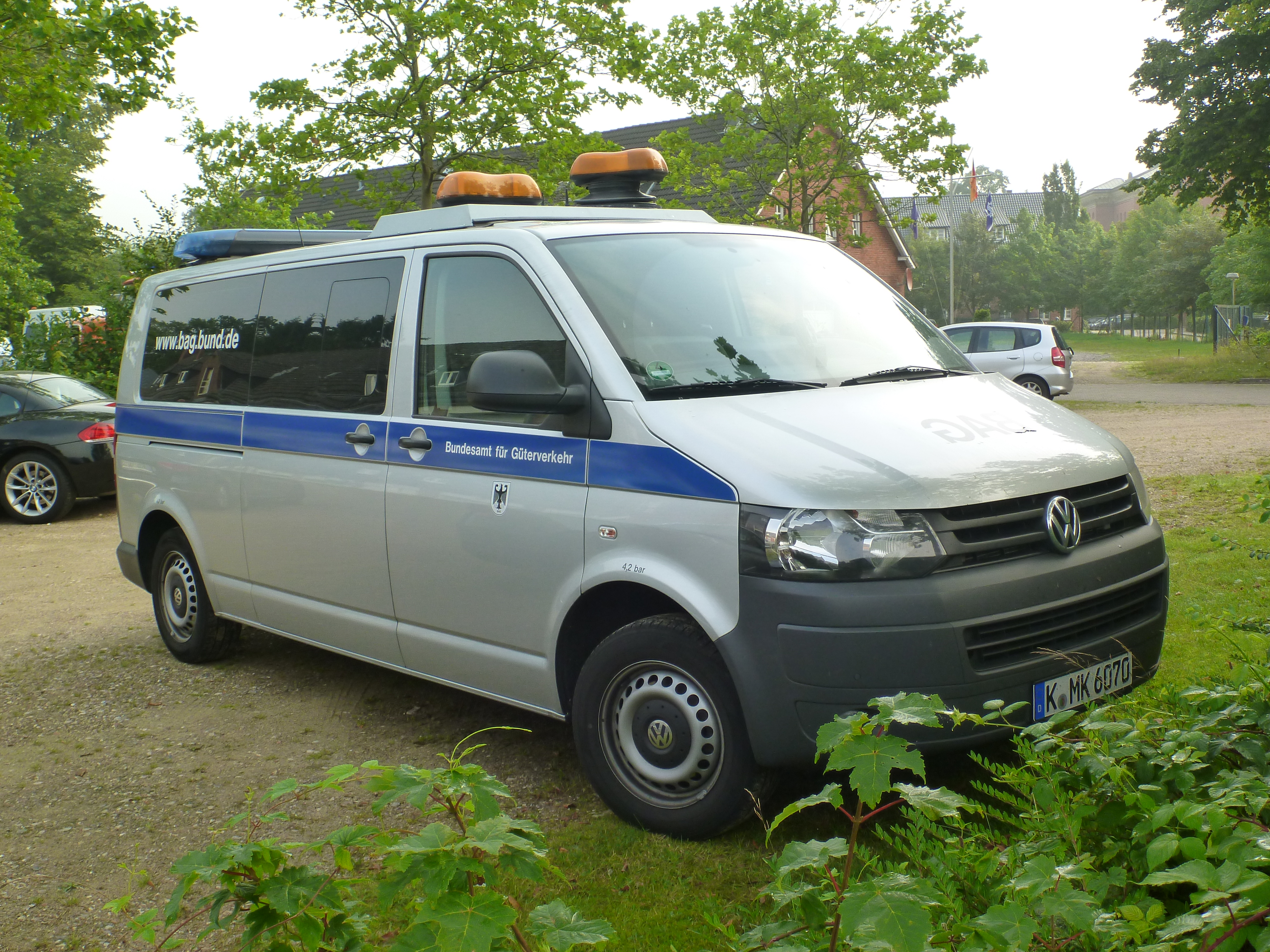
Dienstfahrzeug des BAG zur Durchführung von Maut-Kontrollen
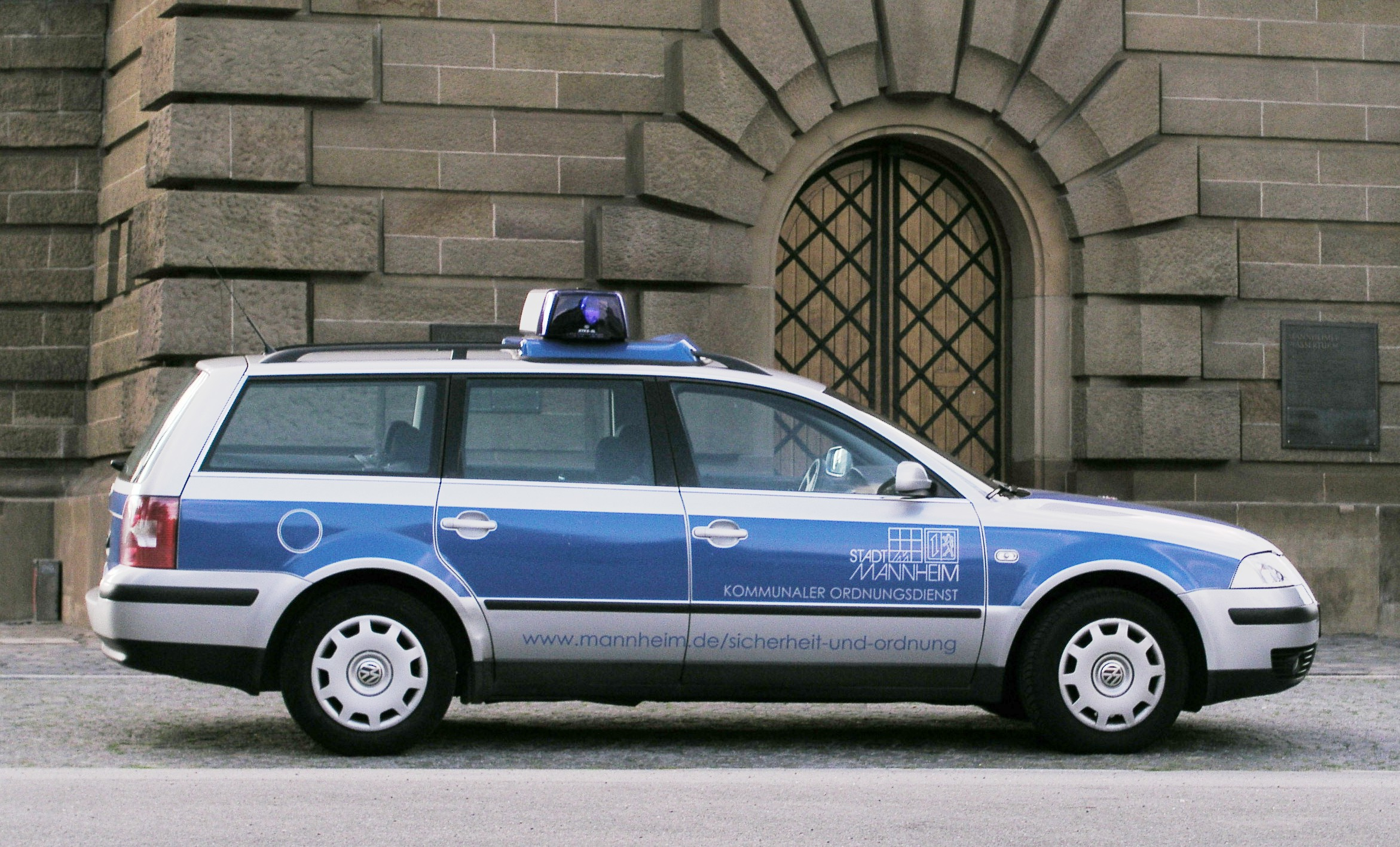
Dienstwagen des Ordnungsamtes Mannheim
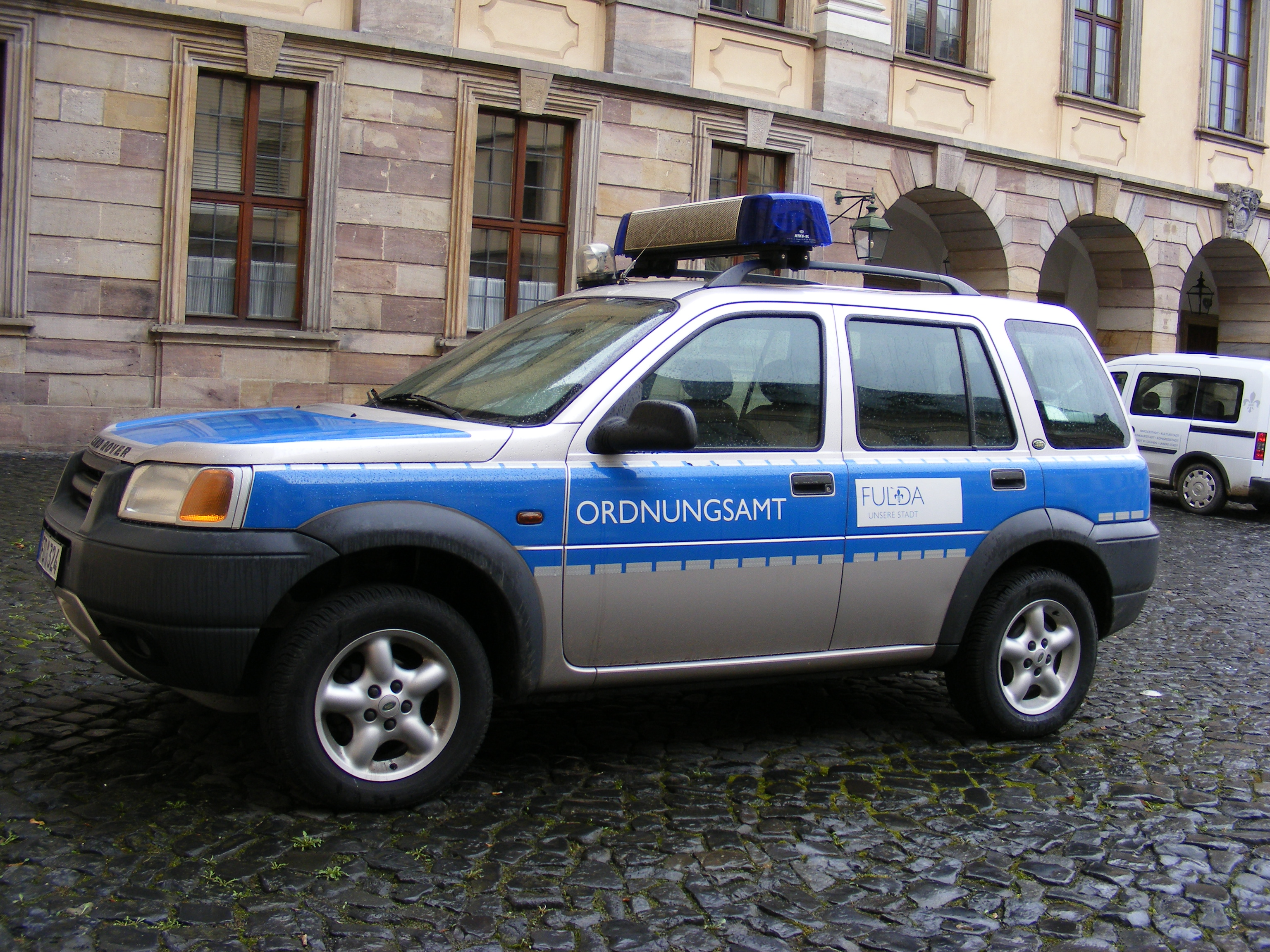
Landrover Freelander des Ordnungsamtes Fulda

## Österreich

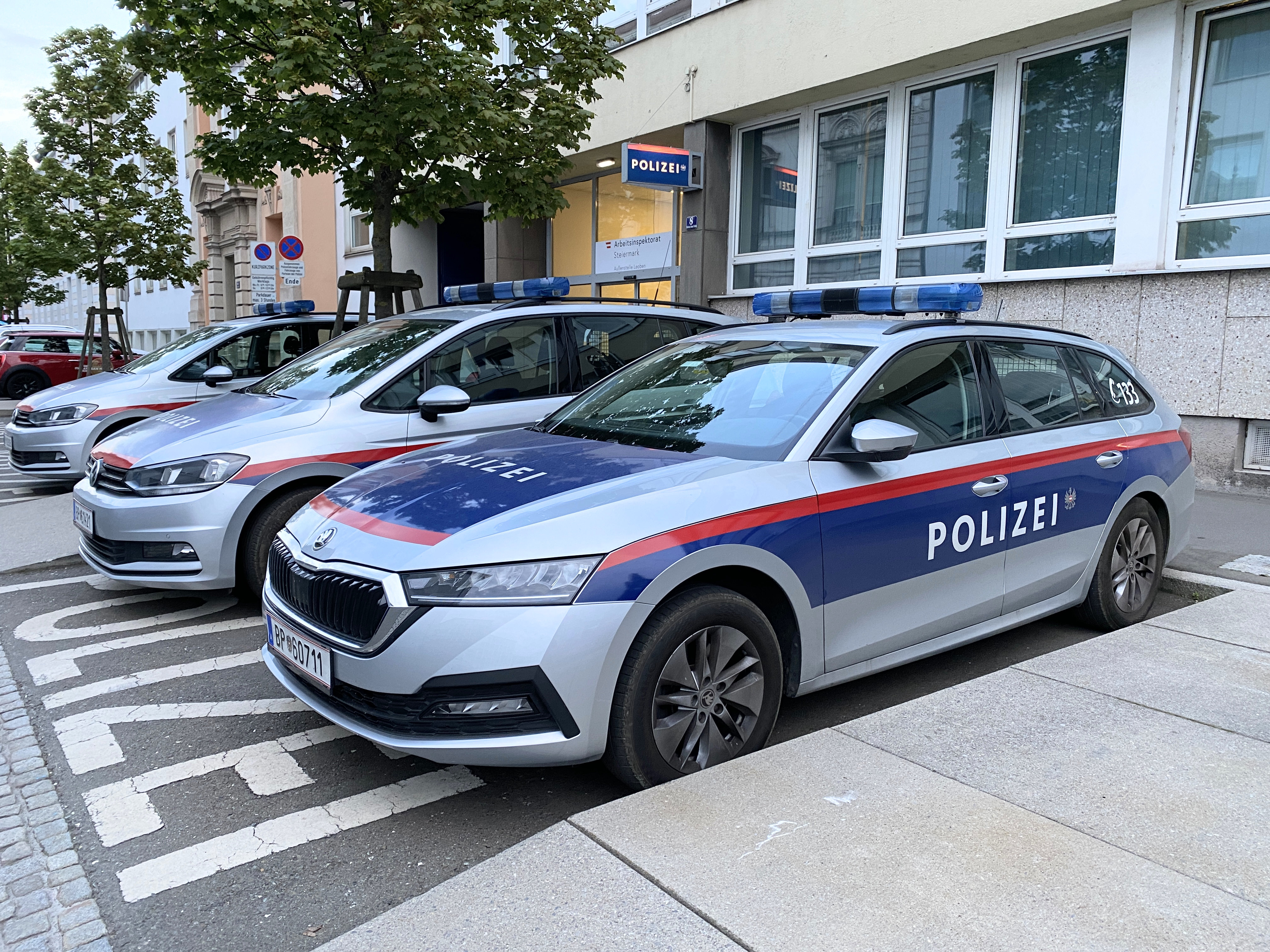
VW Touran und Škoda Octavia der Österreichischen Bundespolizei

In Österreich sind Streifenwagen des Typs Škoda Octavia, VW Golf Variant, VW Touran, VW Sharan und VW Transporter sehr verbreitet. Die Kennzeichen der Bundesgendarmerie („BG“) wurden nach Zusammenlegung mit der Bundespolizei auf „BP“ umgestellt.
Mit der Zusammenlegung von Bundespolizei und Bundesgendarmerie im Juli 2005 wurde ein neues Fahrzeugdesign eingeführt: Die Grundfarbe der Fahrzeuge ist silber, auf den Längsseiten, der Motorhaube und der Heckklappe werden blaue und rote Folien angebracht, wobei der rote Streifen reflektierend ausgeführt ist. Darauf steht in weißer Schrift „Polizei“ sowie die Notrufnummer 133. An den Türen ist neben dem Polizeischriftzug ein stilisierter Bundesadler.
Ältere, in den bisherigen Farben weiß und rot gehaltene „noch neuwertige Streifenfahrzeuge“ wurden allerdings aus wirtschaftlichen Gründen noch weiterverwendet.

## Polen

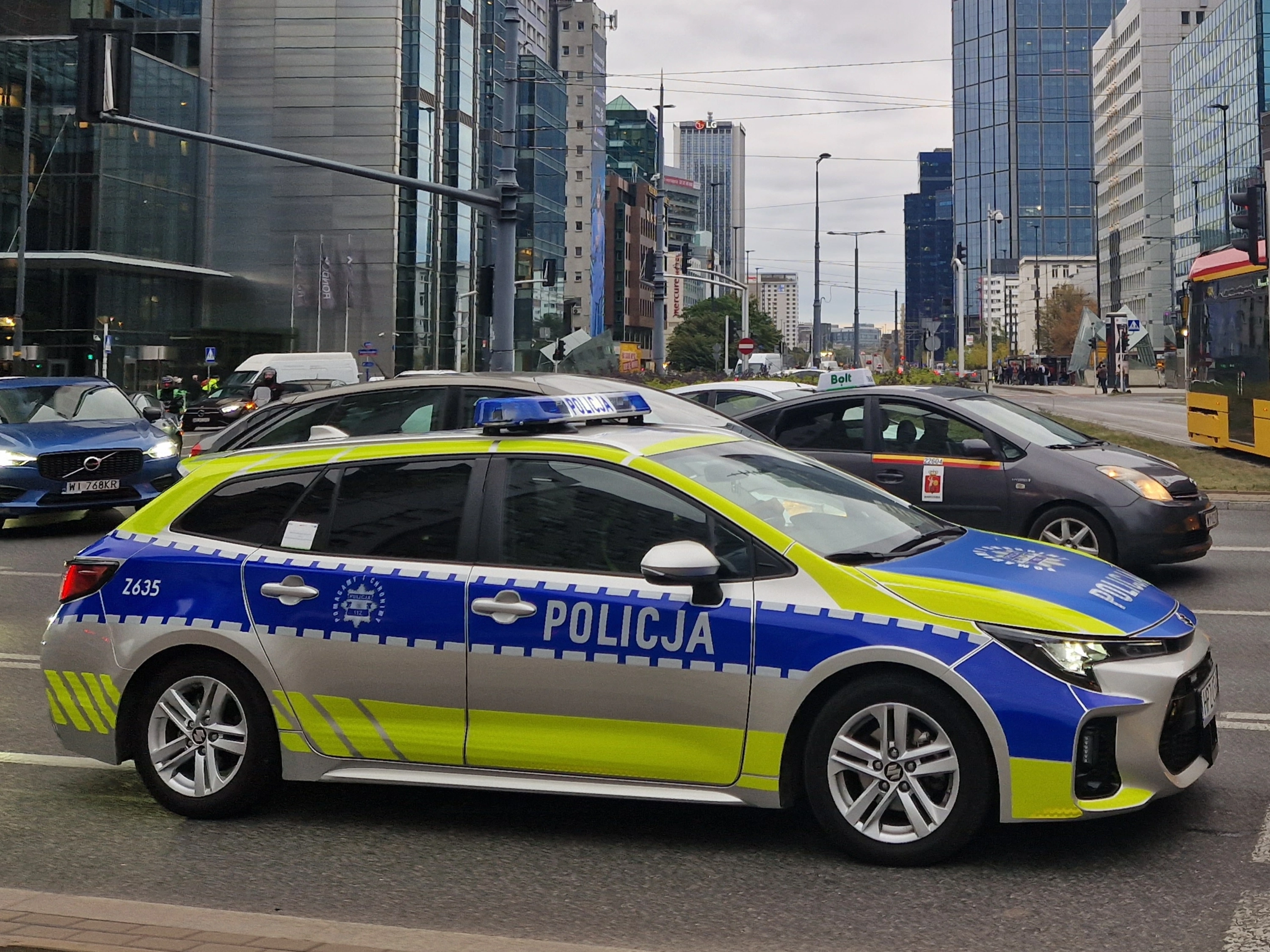
Suzuki Swace als Streifenwagen der polnischen Polizei (2023)

In Polen findet eine Vielzahl verschiedener Hersteller Verwendung, bevorzugt Fahrzeuge von BMW, Kia und Suzuki. Die Auswahl der Fahrzeugtypen ähnelt dabei mit Limousinen, Kombifahrzeugen und Mannschaftswagen denen der europäischen Nachbarländer.
2007 wurde in Polen das neue europäische Farbschema eingeführt. Während Streifenwagen in neuer blau-silberner Farbgebung beschafft werden, bleiben größere Fahrzeuge teilweise weiterhin blau-weiß, seit 2022 auch mit GAPS und Bauchbinde.

## Schweden

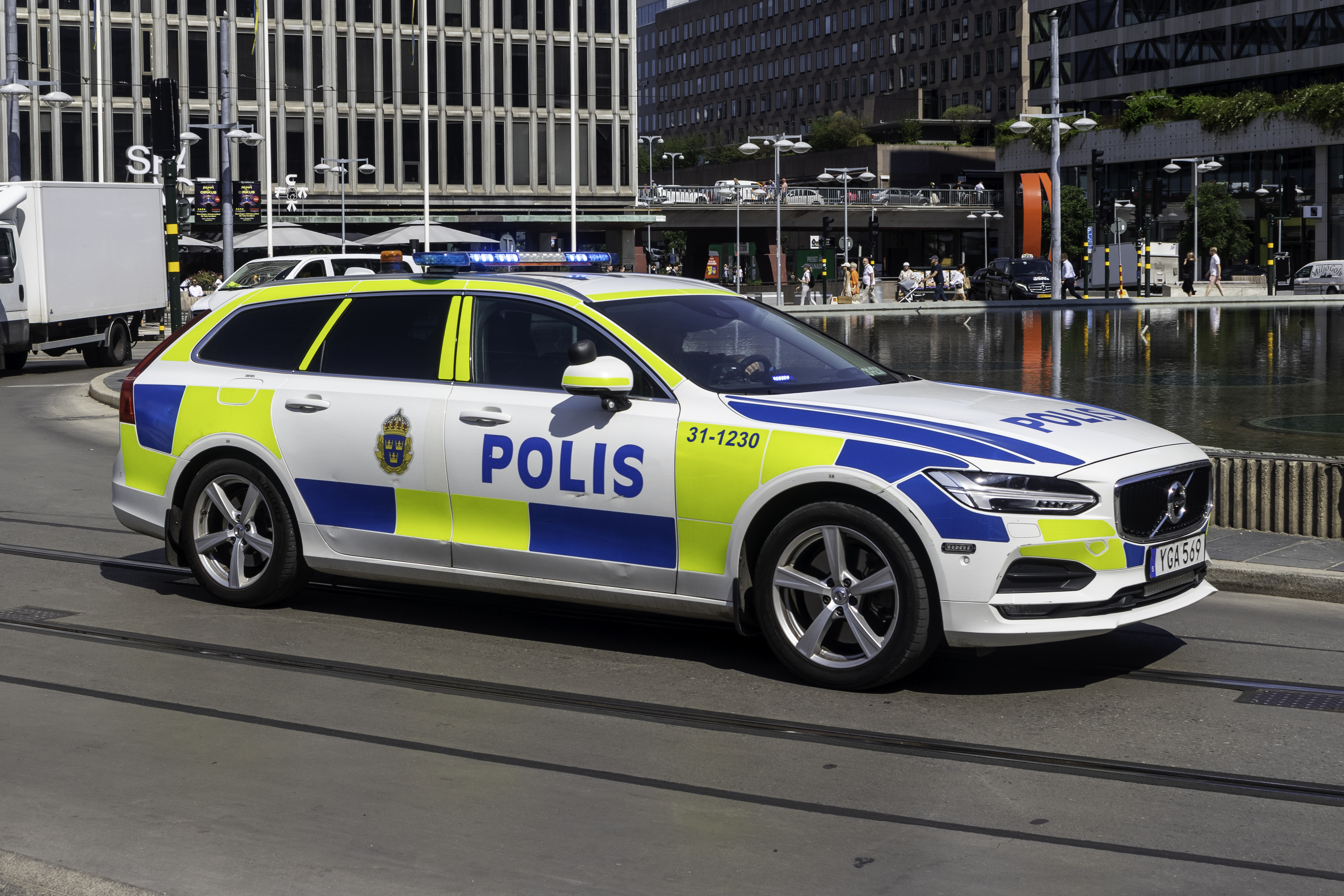
Volvo V90 der schwedischen Polizei in Stockholm

Schwedische Polizeibehörden nutzen bevorzugt Kombimodelle nationaler Hersteller wie Volvo oder Saab. In den letzten Jahren wurden vermehrt auch ausländische Fahrzeuge angeschafft, beispielsweise von Mercedes-Benz und Volkswagen. In vereinzelten Fällen wurden auch Fahrzeuge amerikanischer Hersteller wie Chevrolet eingesetzt, beispielsweise für Mannschaftswagen.
Während schwedische Polizeifahrzeuge früher eine schwarz-weiße, weiße und später dann eine weiß-blaue Lackierung erhielten, kommt seit 2005 ein auffälliges Schachbrettmuster, die sogenannten Battenberg-Markierungen zum Einsatz. Die Idee stammt aus Großbritannien und erhält ihren Namen vom Battenbergkuchen. Bei der schwedischen Polizei wechselt sich dabei ein neongelber mit einem blauen Farbton ab. Das Ziel ist eine möglichst hohe Auffälligkeit und sofortige Identifizierbarkeit auch bei schlechten Sichtverhältnissen sowie eine Beruhigung des Fahrzeugverkehrs. Eine Studie der schwedischen Verkehrsbehörde Vägverket hatte 2008 in Tests signifikante Effekte der Verkehrsberuhigung bei einem mit Battenburg-Markierungen versehenen Fahrzeug zur Straßenunterhaltung festgestellt.

## Schweiz

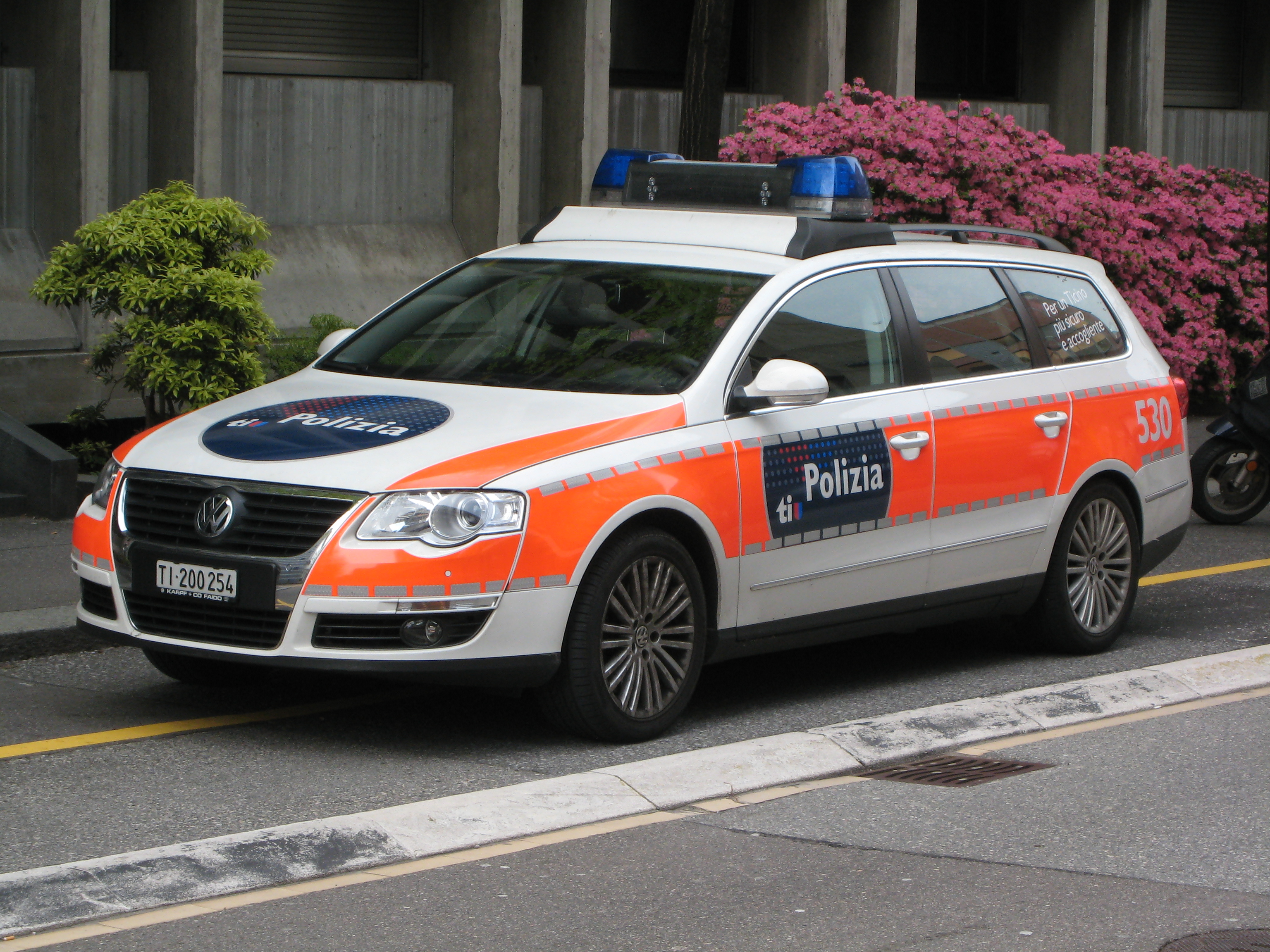
Streifenwagen der Tessiner Kantonspolizei

Typische Streifenwagen in der Schweiz sind unter anderem BMW-Kombis und Limousinen. Des Weiteren werden ebenfalls oft Fahrzeuge von Volvo und VW eingesetzt. Kleinbusse sind in der deutschsprachigen Schweiz meist VW-Busse. In den französischsprachigen Kantonen werden auch vermehrt Fahrzeuge der Hersteller Peugeot und Renault eingesetzt.
Die Schweizer Polizeifahrzeuge sind weiss oder silber mit tagesleuchtroten Flächen. Das Design unterscheidet sich je nach Polizeikorps leicht. Eine Ausnahme bildet der Kanton Genf, in dem die normalen Polizeifahrzeuge weiss-blau bzw. silber-blau sind (jedoch nun an die restliche Schweizer Farbgebung angepasst werden), seit neuestem auch nach dem deutschen Design, respektive weiss-grün bei der Flughafenpolizei Genf und schwarz-neongelb bei der Grenzwache. Neben Genf gibt es jedoch auch weitere kleine Ausnahmen bei Gemeindepolizeien.

## Vereinigte Staaten
In den USA werden bevorzugt große Limousinen heimischer Hersteller wie Ford, Chevrolet oder Dodge verwendet, in ländlichen oder bergigen Gebieten auch Geländewagen. Nennenswert ist vor allem die gegenüber europäischen Ländern geringe Anzahl an Kombifahrzeugen. US-amerikanische Autohersteller bieten meist von Serienmodellen abgeleitete, speziell auf den Aufgabenbereich der Polizei zugeschnittene Fahrzeuge ab Werk an, sogenannte Police-Packages. So finden sich neben stärkeren Motorisierungen auch meist auffälligere Sondersignalanlagen, häufig auch Trenngitter zwischen den Vordersitzen und dem Fond, verstärkte Fahrwerke und Batterien sowie außen angebrachte, schwenkbare Scheinwerfer zum Ausleuchten von dunklen Gassen oder Fahrzeugen bei einer Kontrolle.
Die Farbgebung von Streifenwagen in den USA ist regional unterschiedlich, es lässt sich daher keine einheitliche Markierung feststellen. In der Regel findet sich der Schriftzug Police oder Sheriff auf den Fahrzeugen. Oft findet man jedoch die Farbkombinationen schwarz/weiß (z. B. in Los Angeles), hellblau/weiß (z. B. in New York City) oder beige/braun.

## Andere Länder

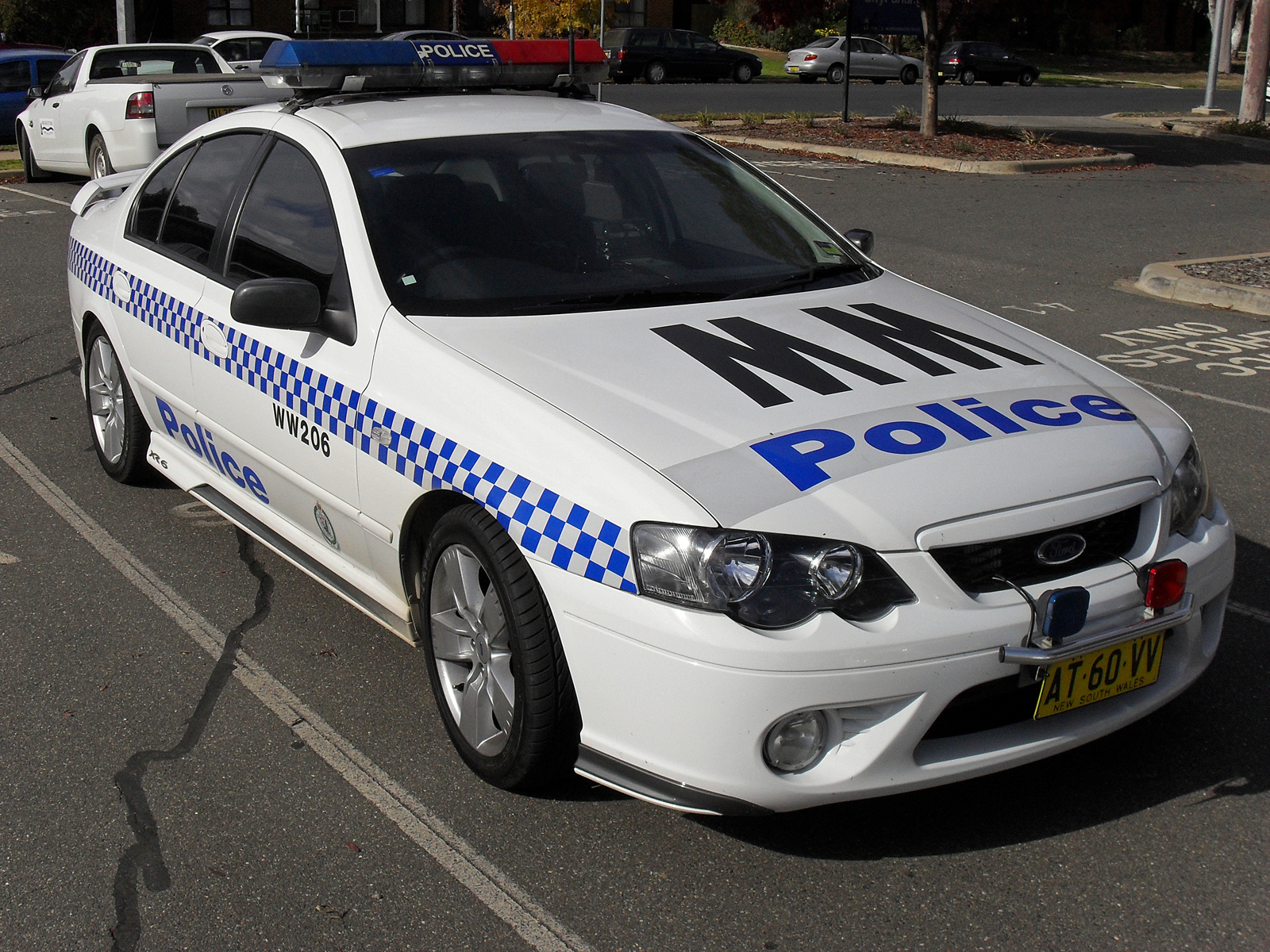
Ford Falcon (Australien)
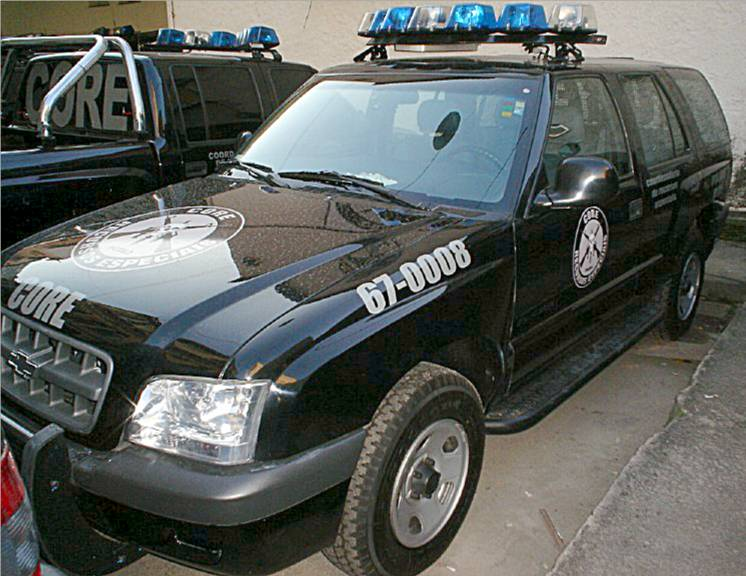
Chevrolet Blazer (Brasilien)
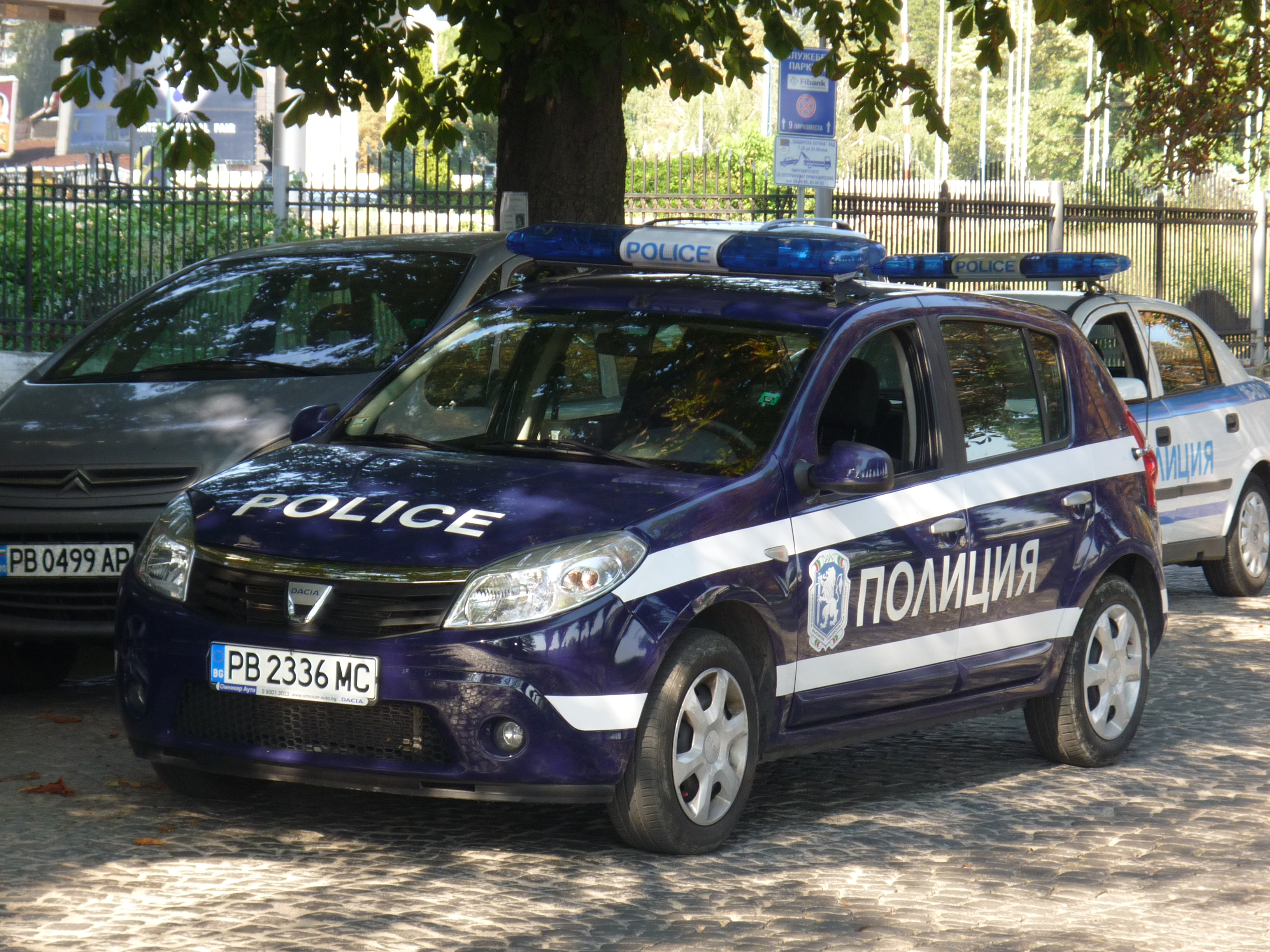
Dacia Sandero (Bulgarien)
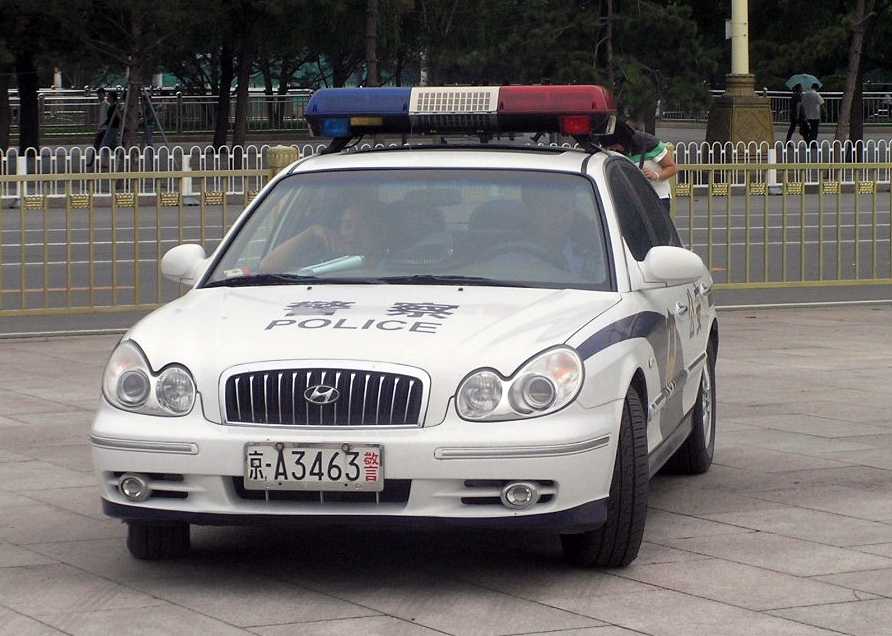
Hyundai Sonata (China)
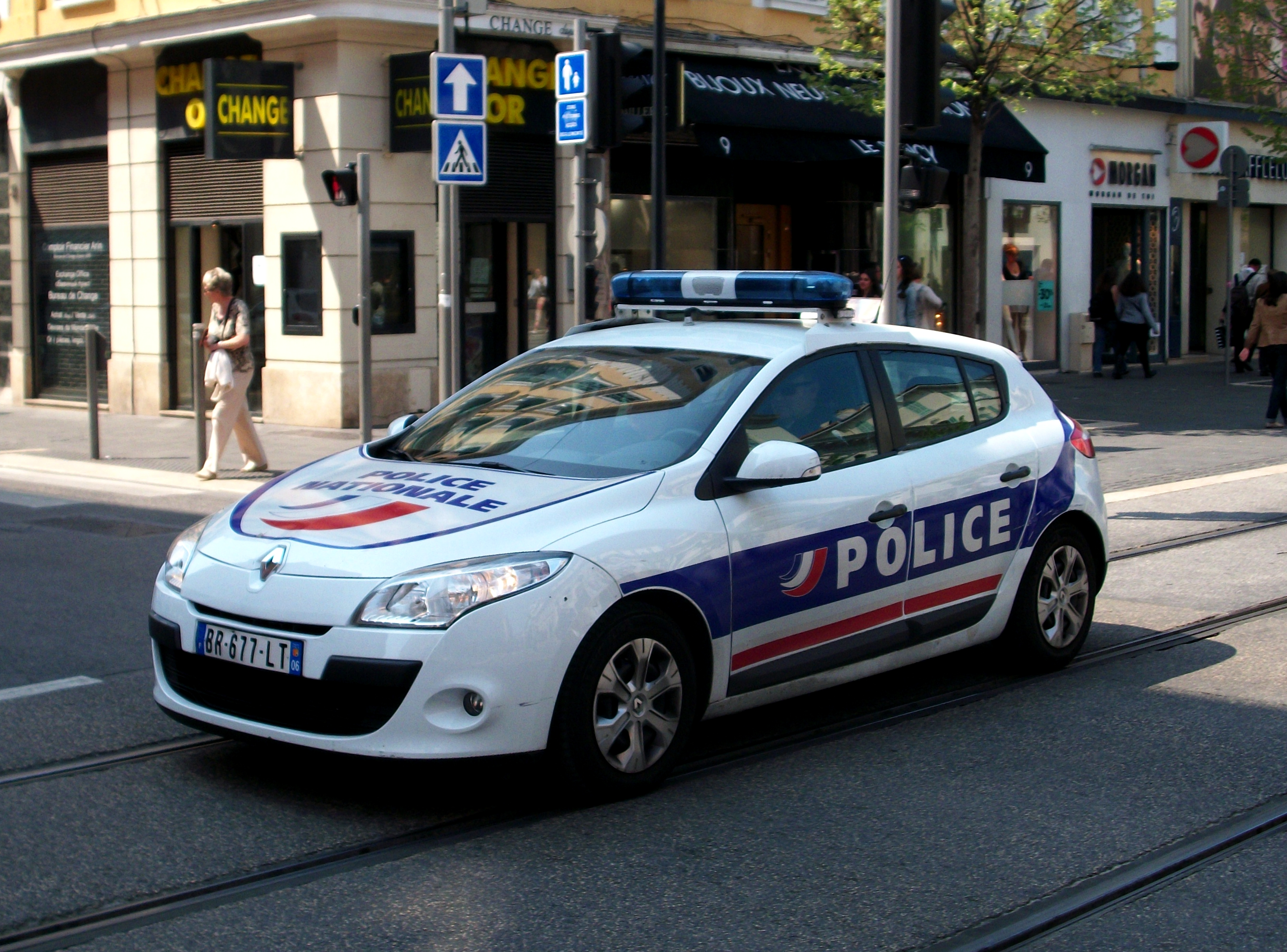
Renault Mégane (Frankreich)
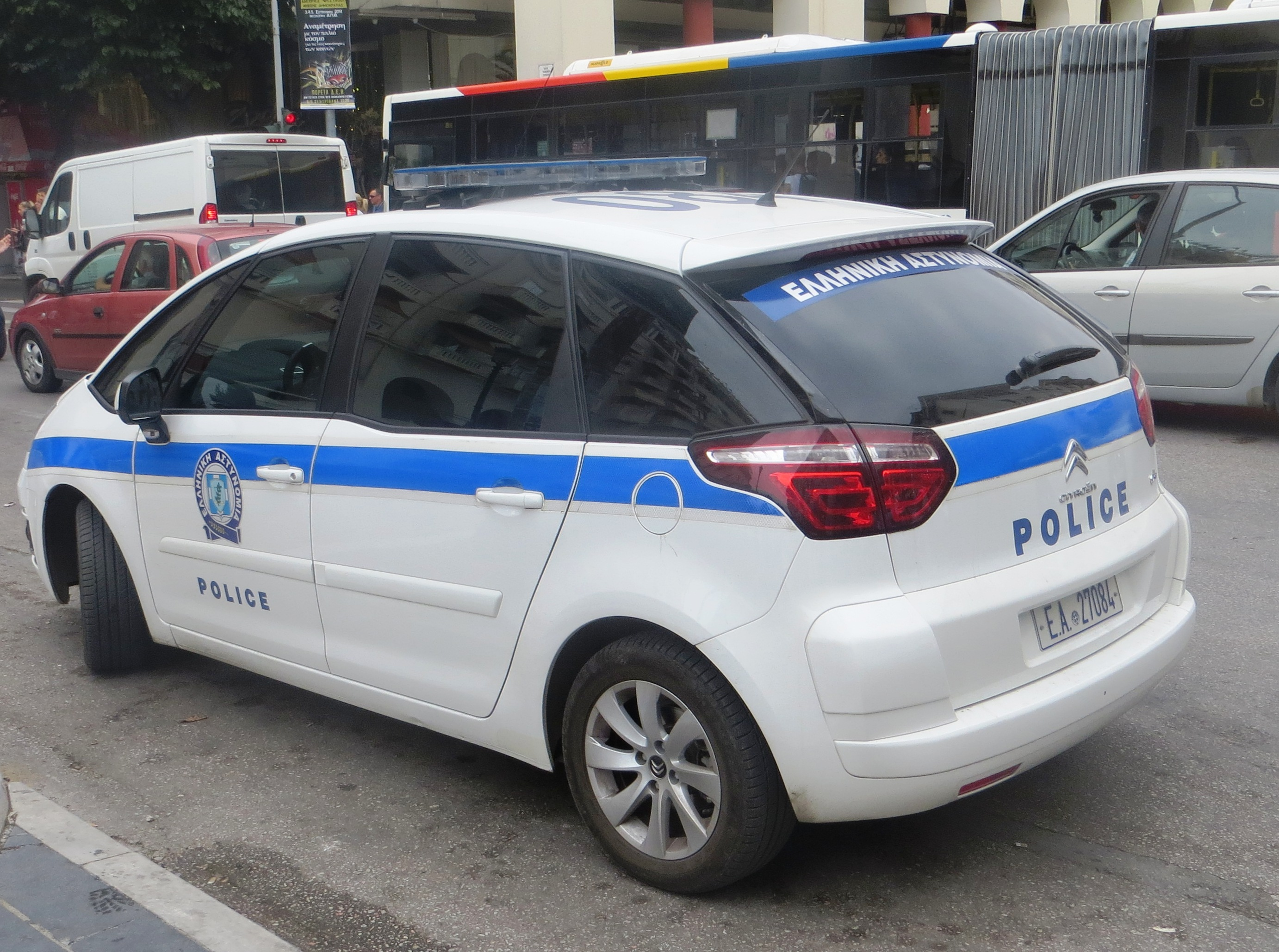
Citroën C4 Picasso (Griechenland)
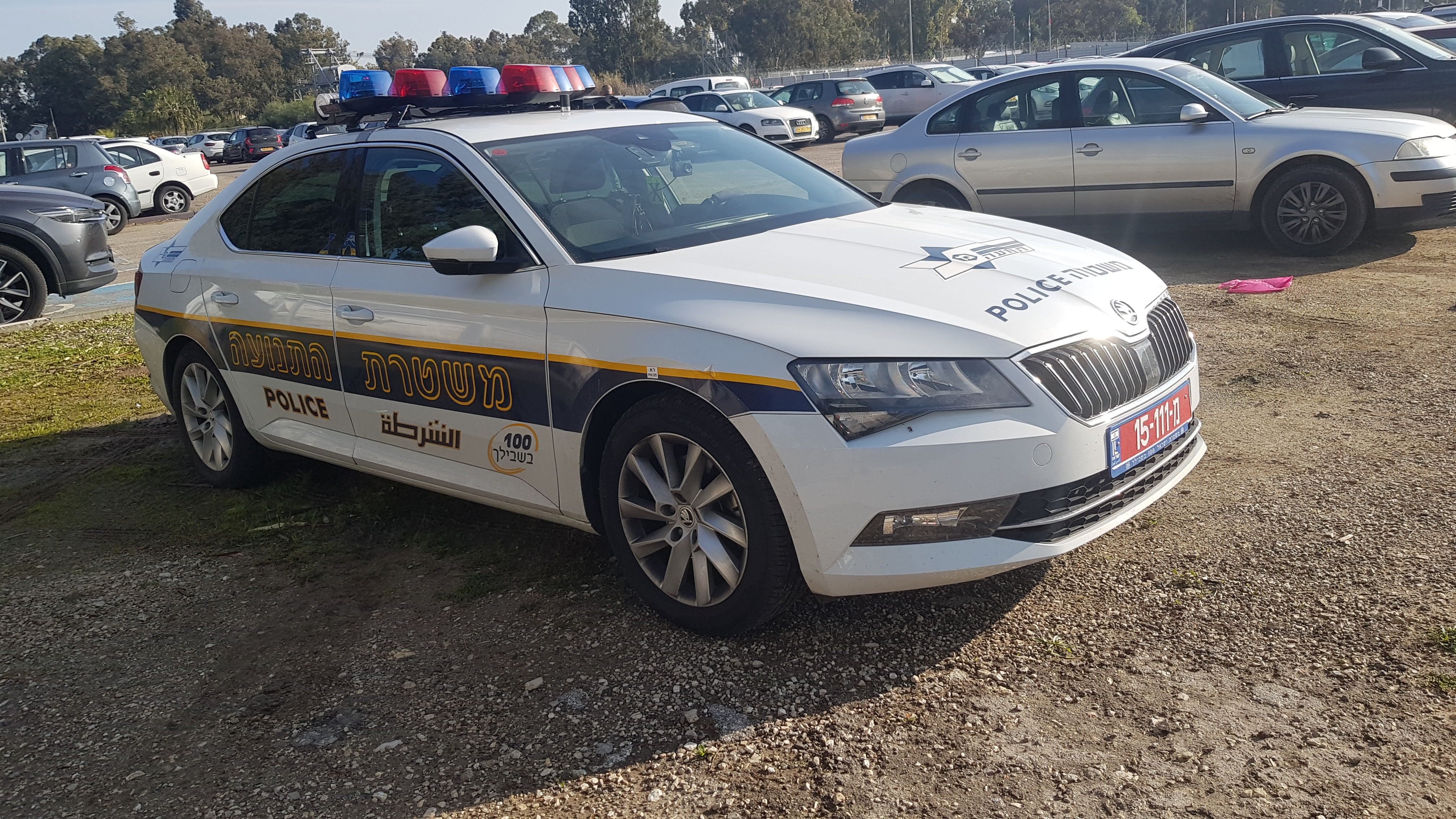
Škoda Octavia (Israel)
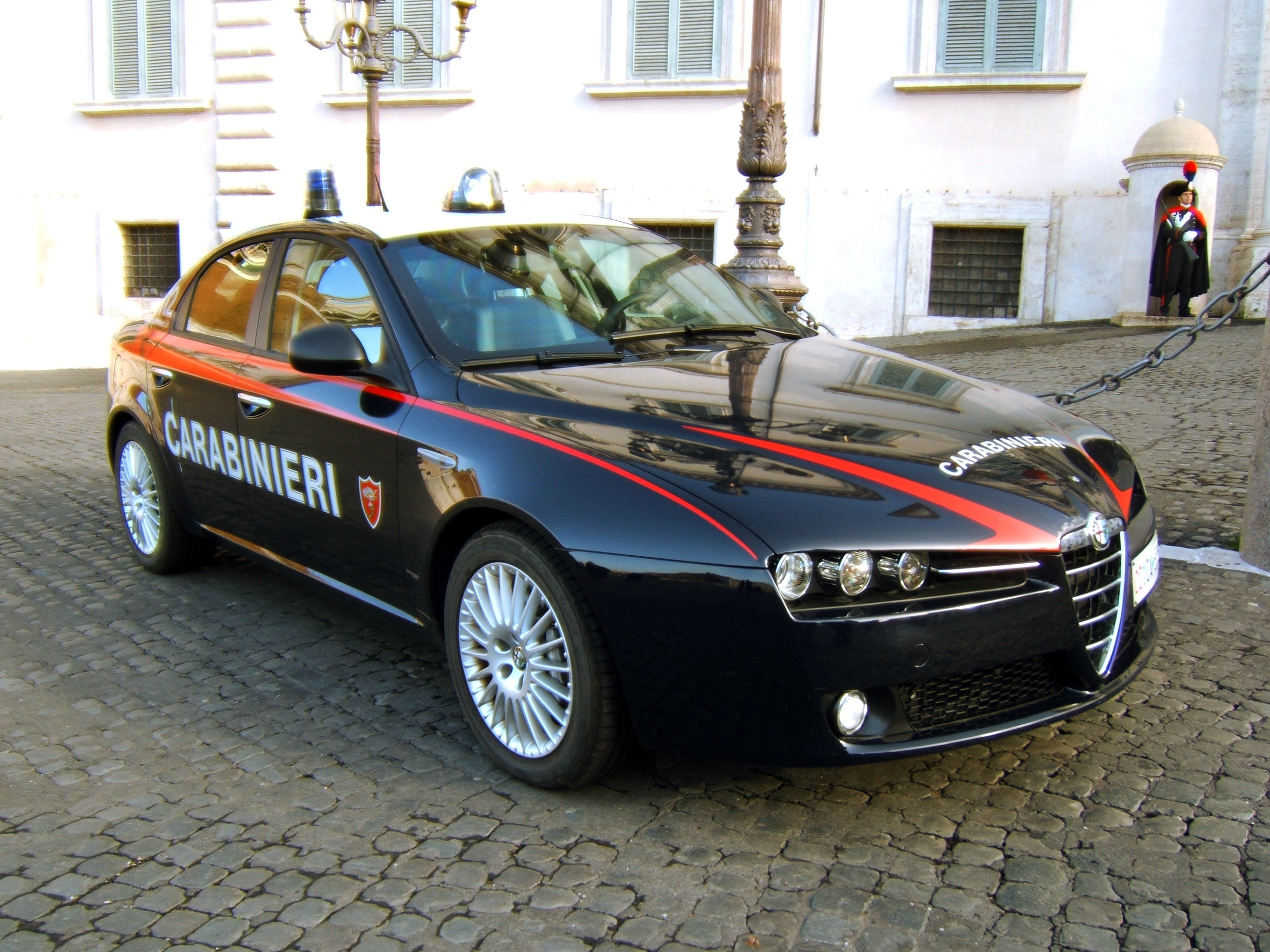
Alfa Romeo 159 (Italien)
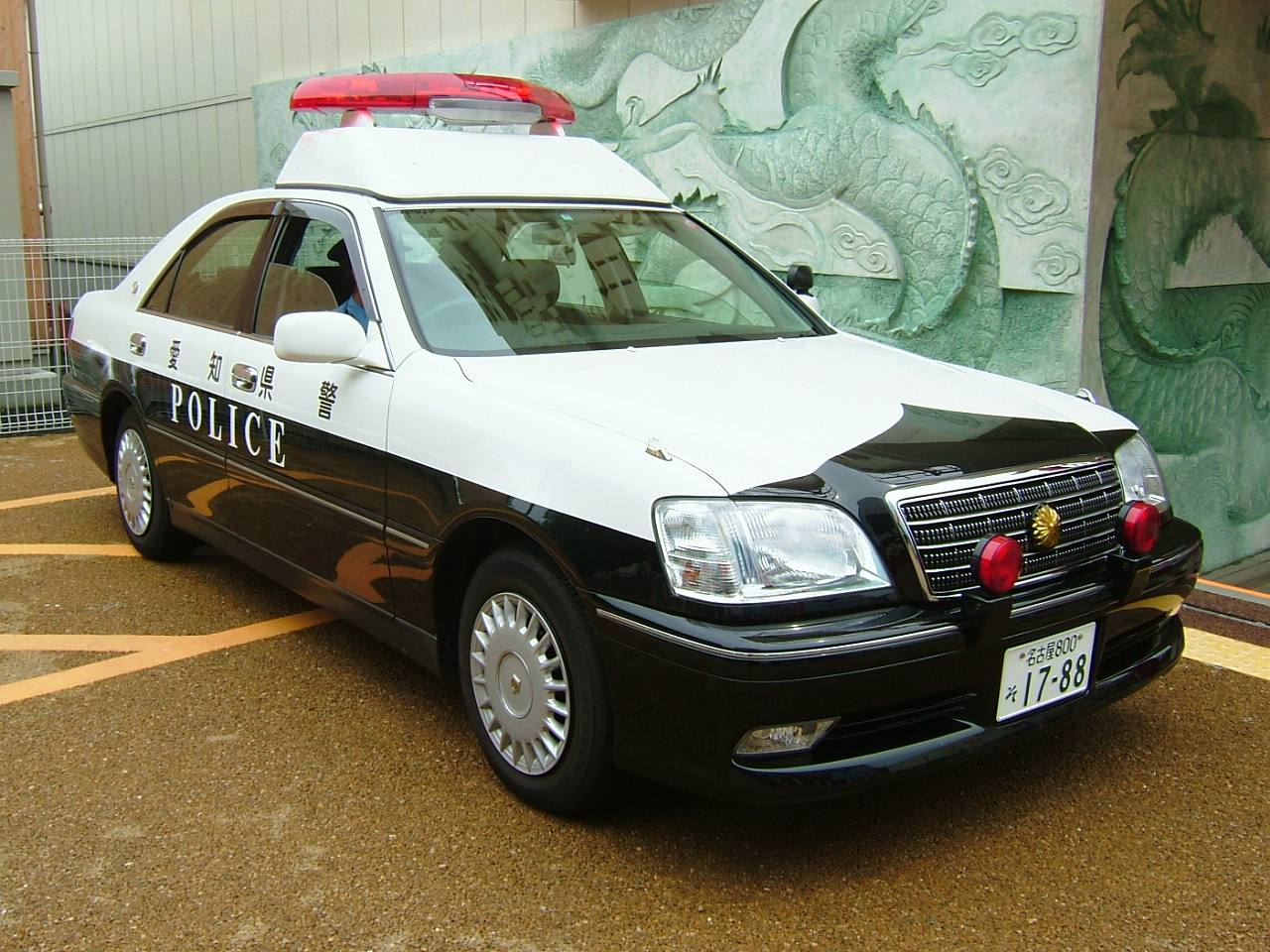
Toyota Crown (Japan)
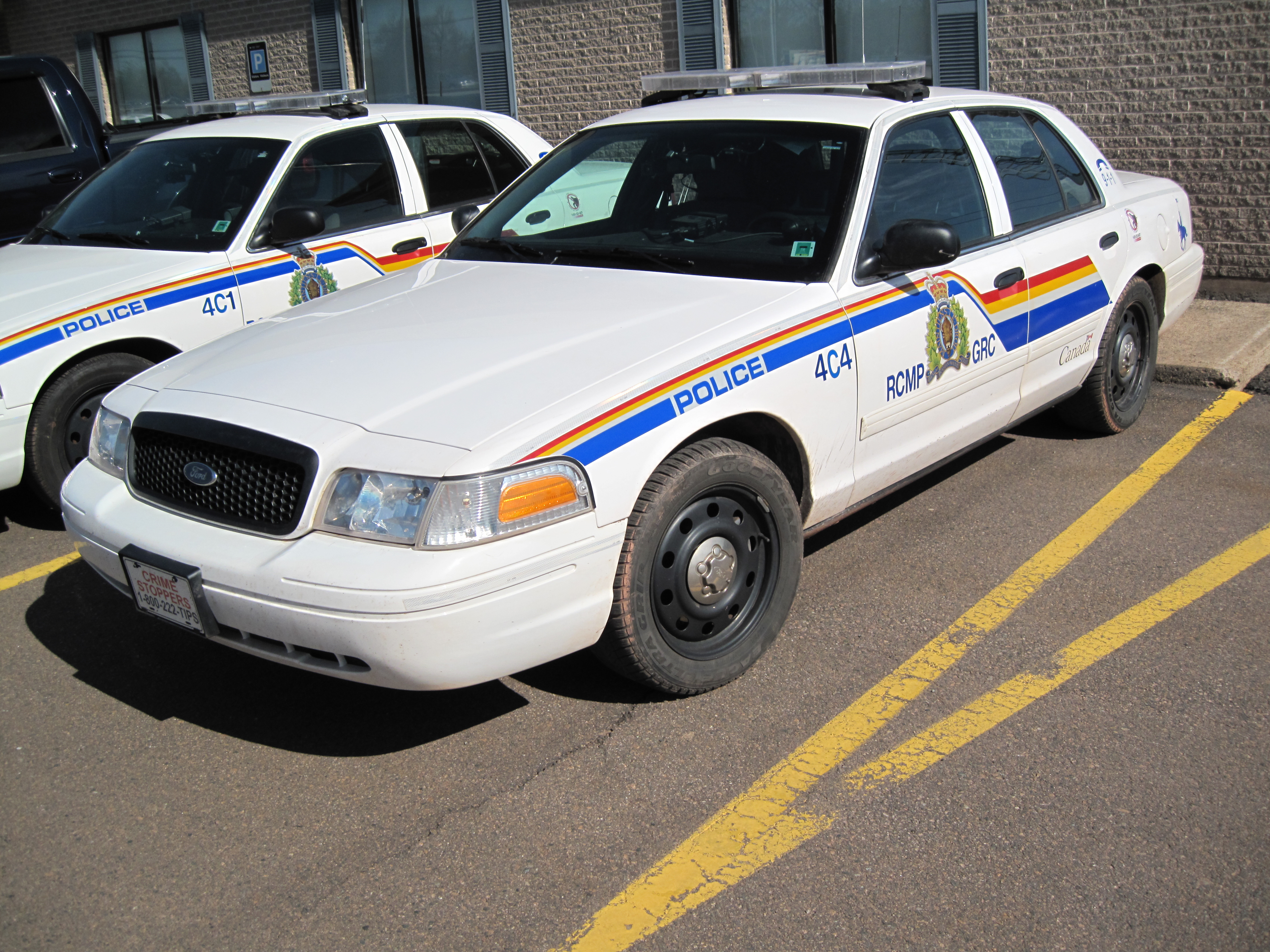
Ford Crown Victoria (Kanada)
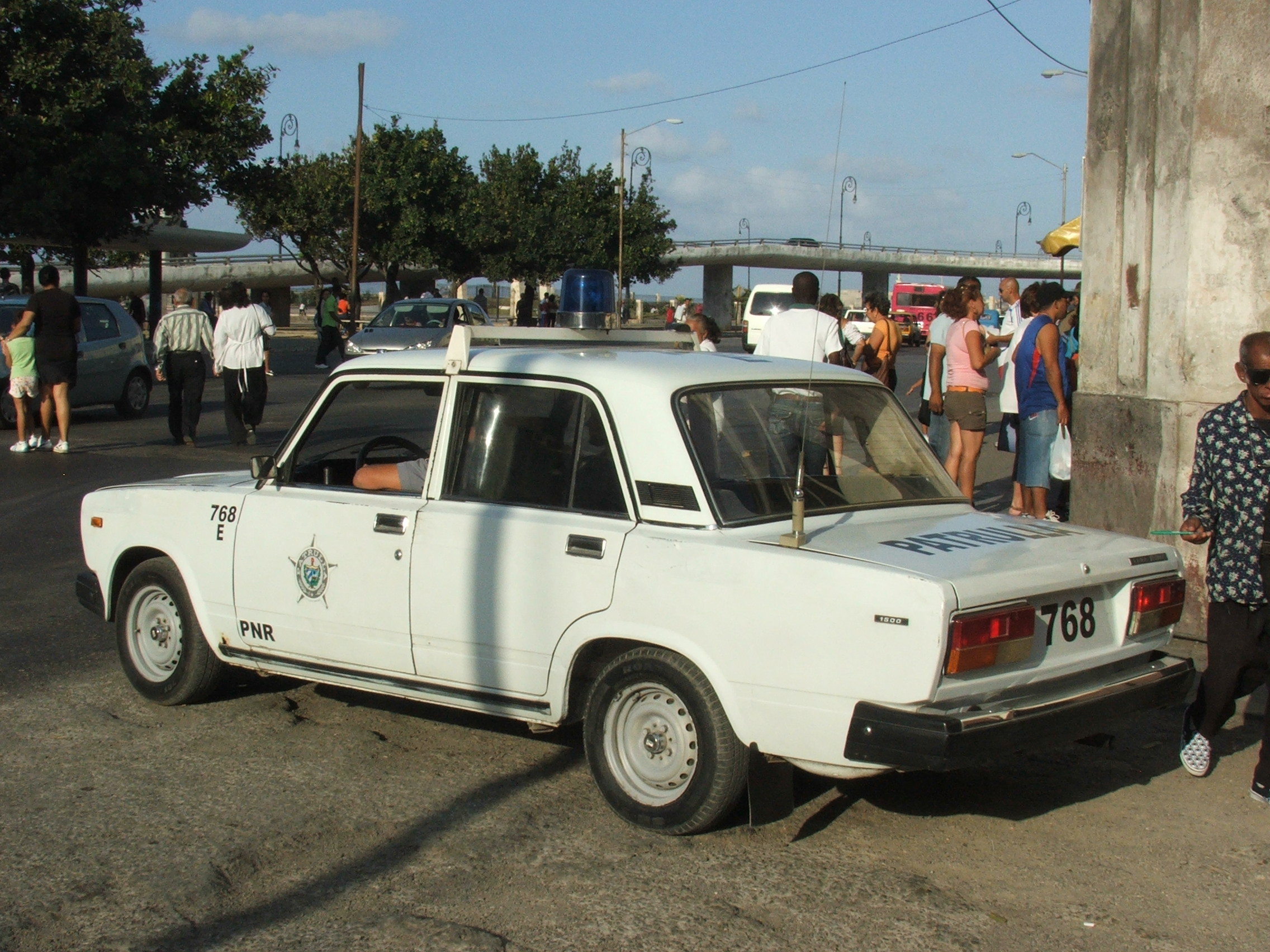
Lada 2107 (Kuba)
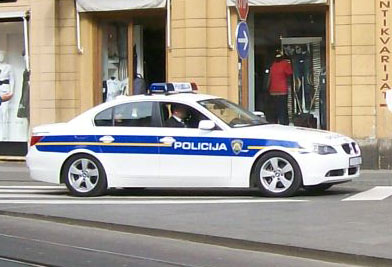
BMW 5er (Kroatien)
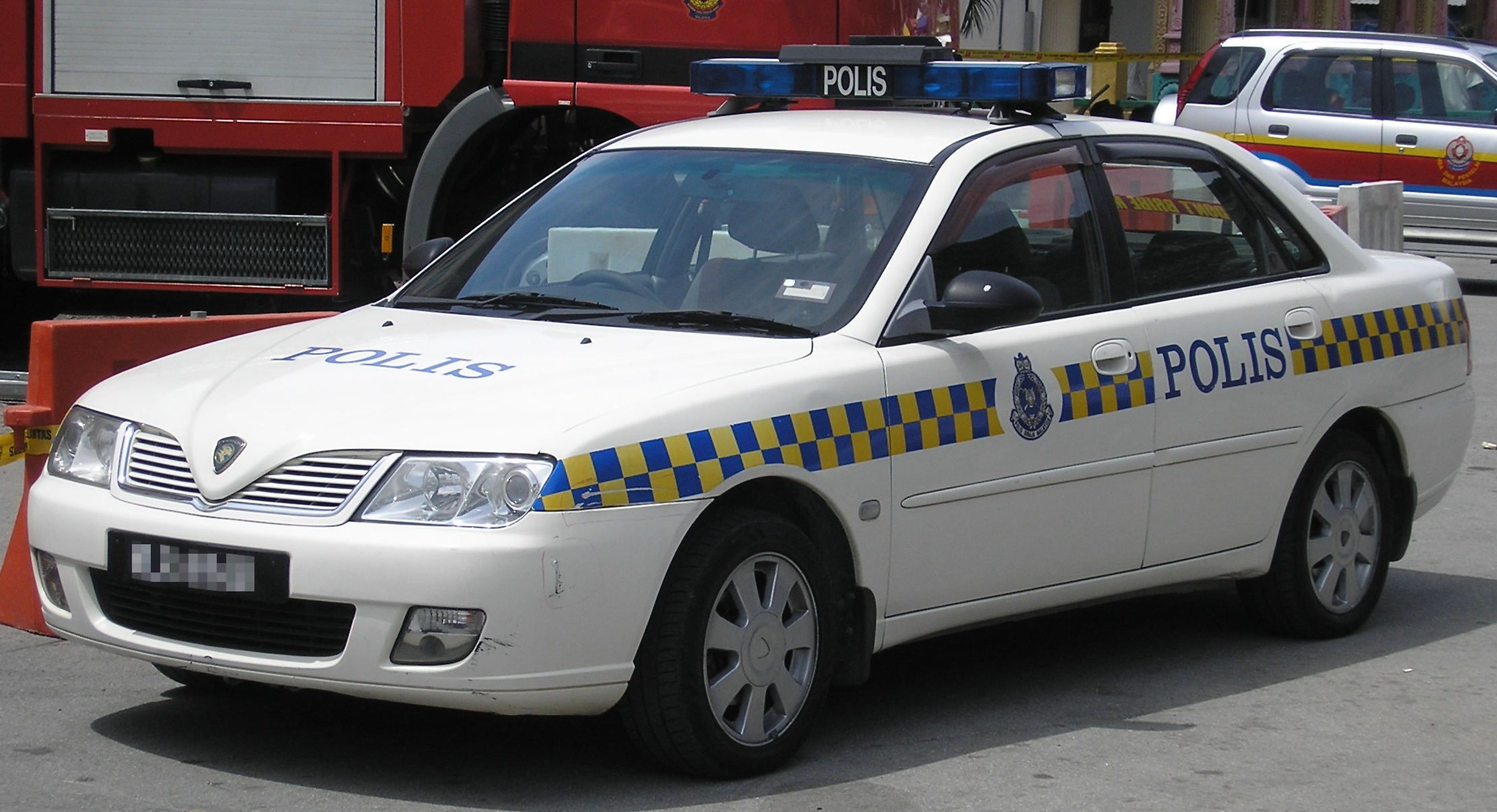
Proton Waja (Malaysia)
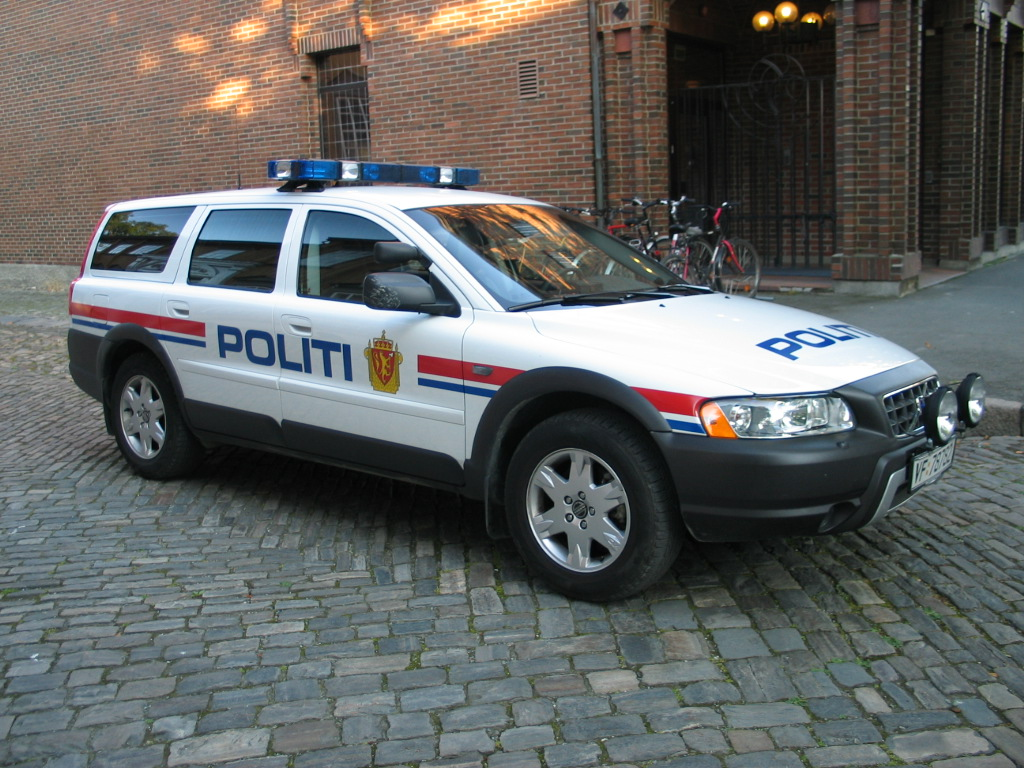
Volvo XC70 (Norwegen)
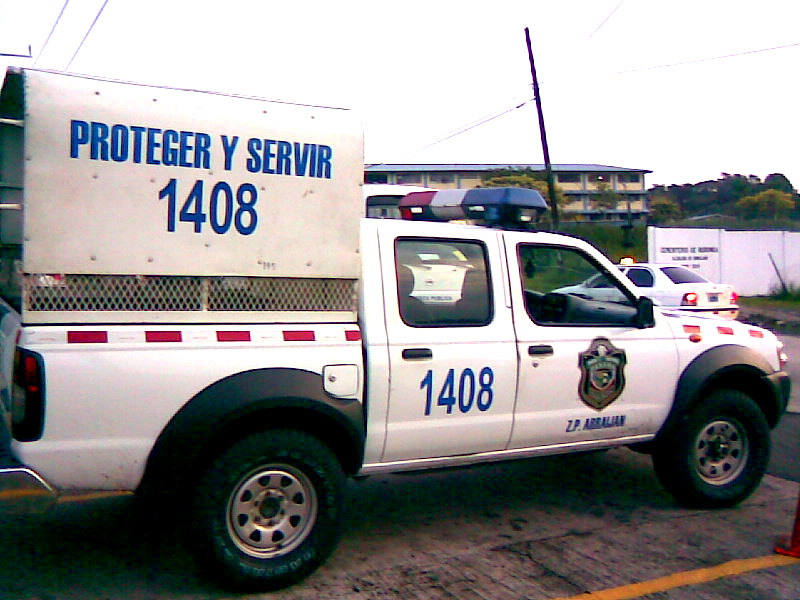
Toyota Hilux (Panama)
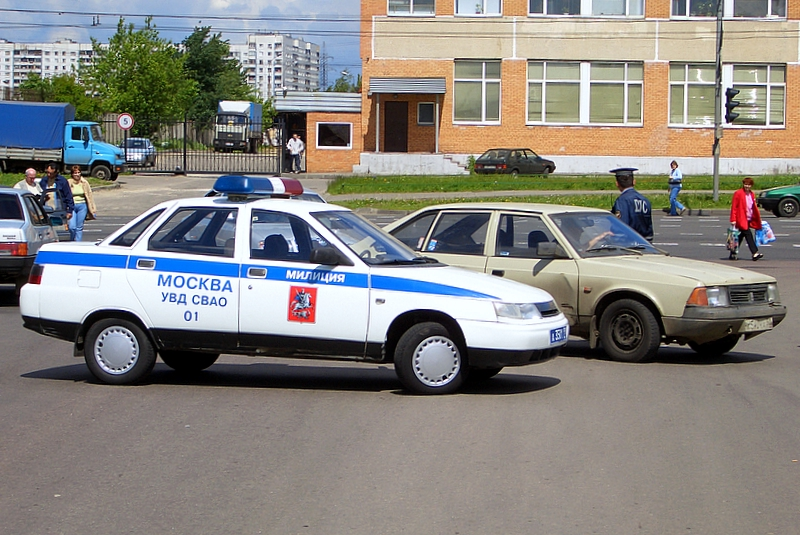
Lada 110 (Russland)
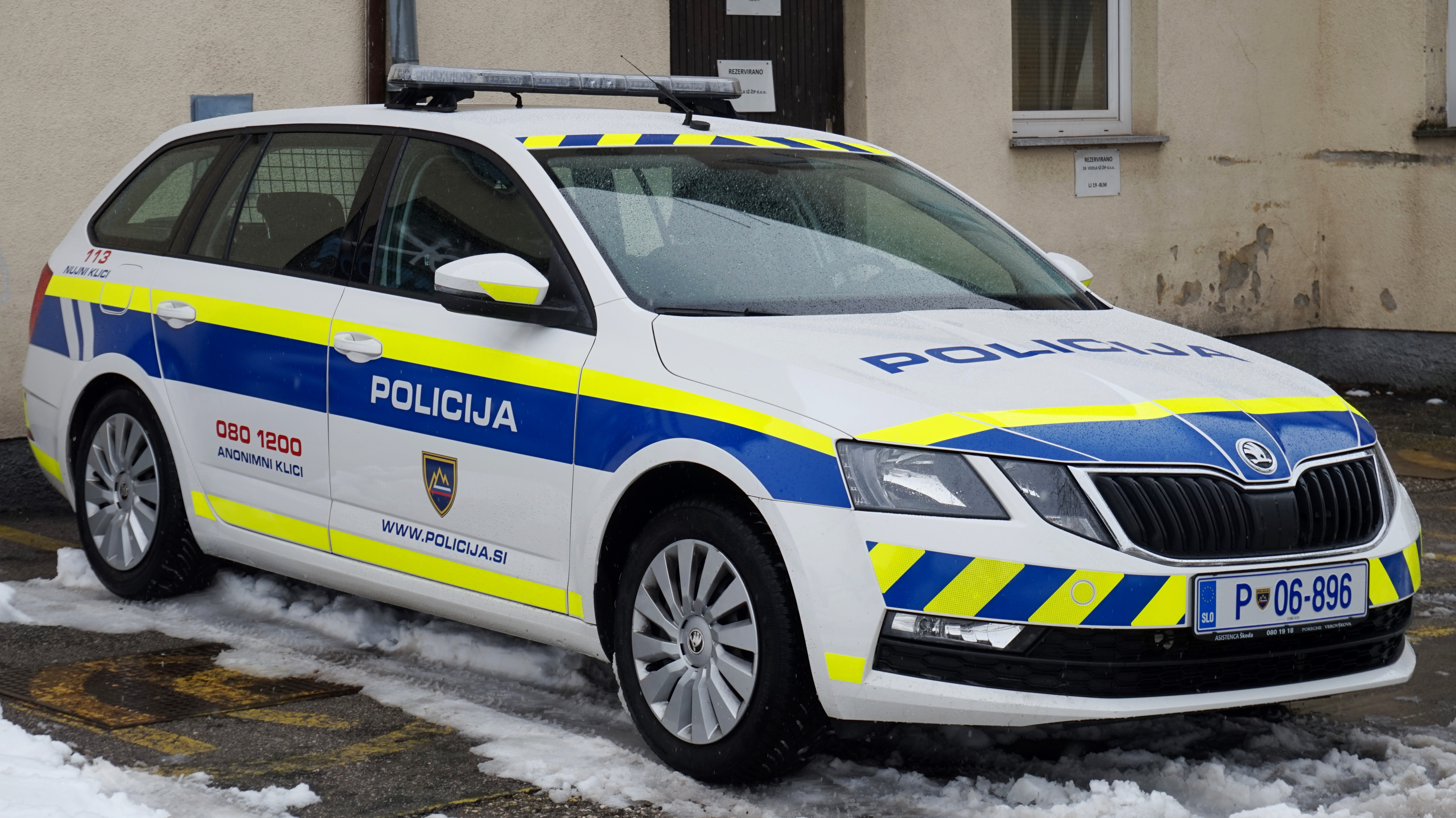
Škoda Octavia (Slowenien)
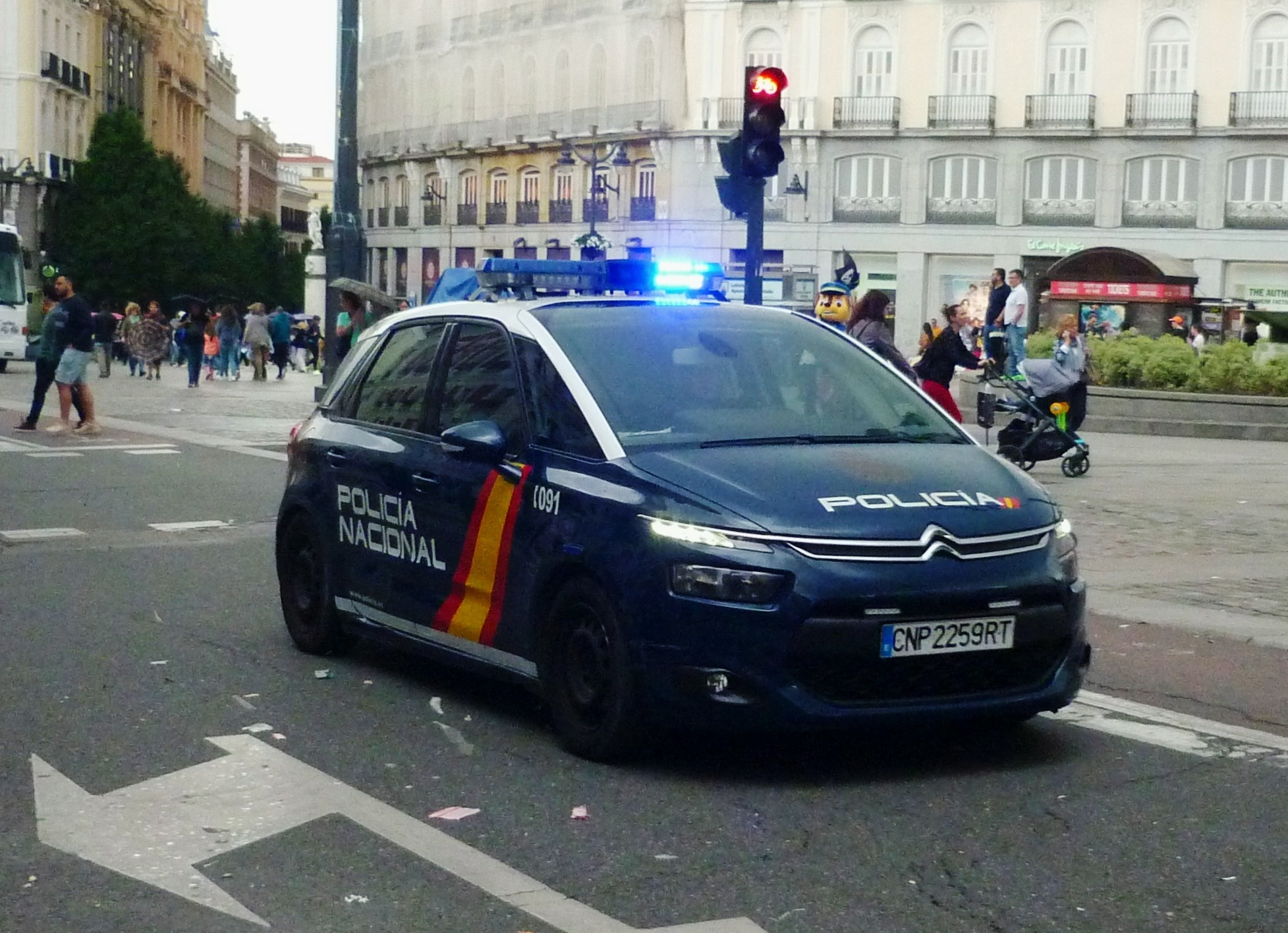
Citroën C4 Picasso (Spanien)
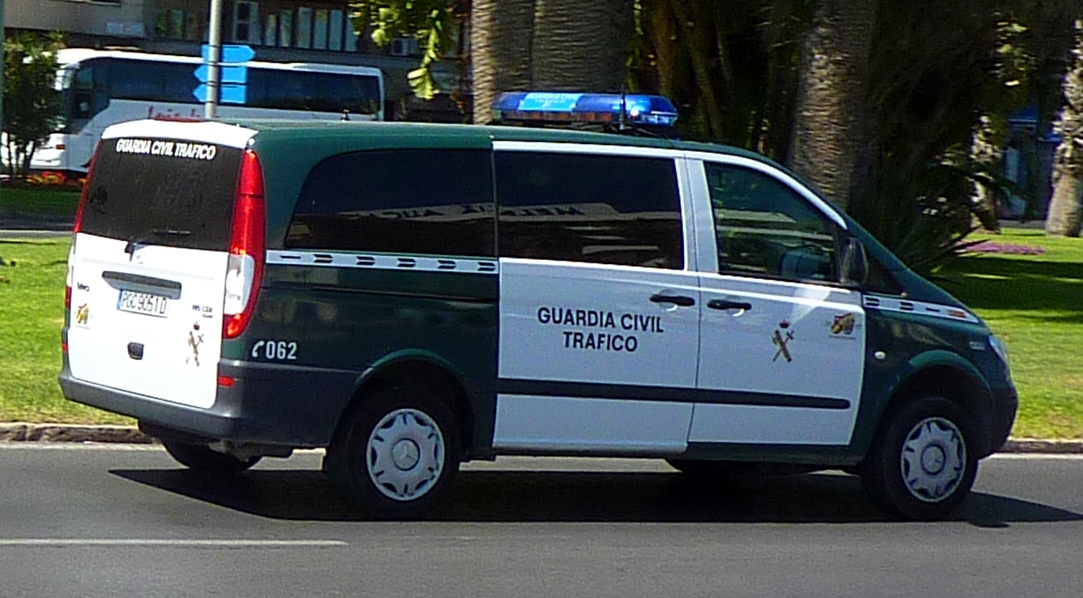
Mercedes-Benz Vito (Spanien)
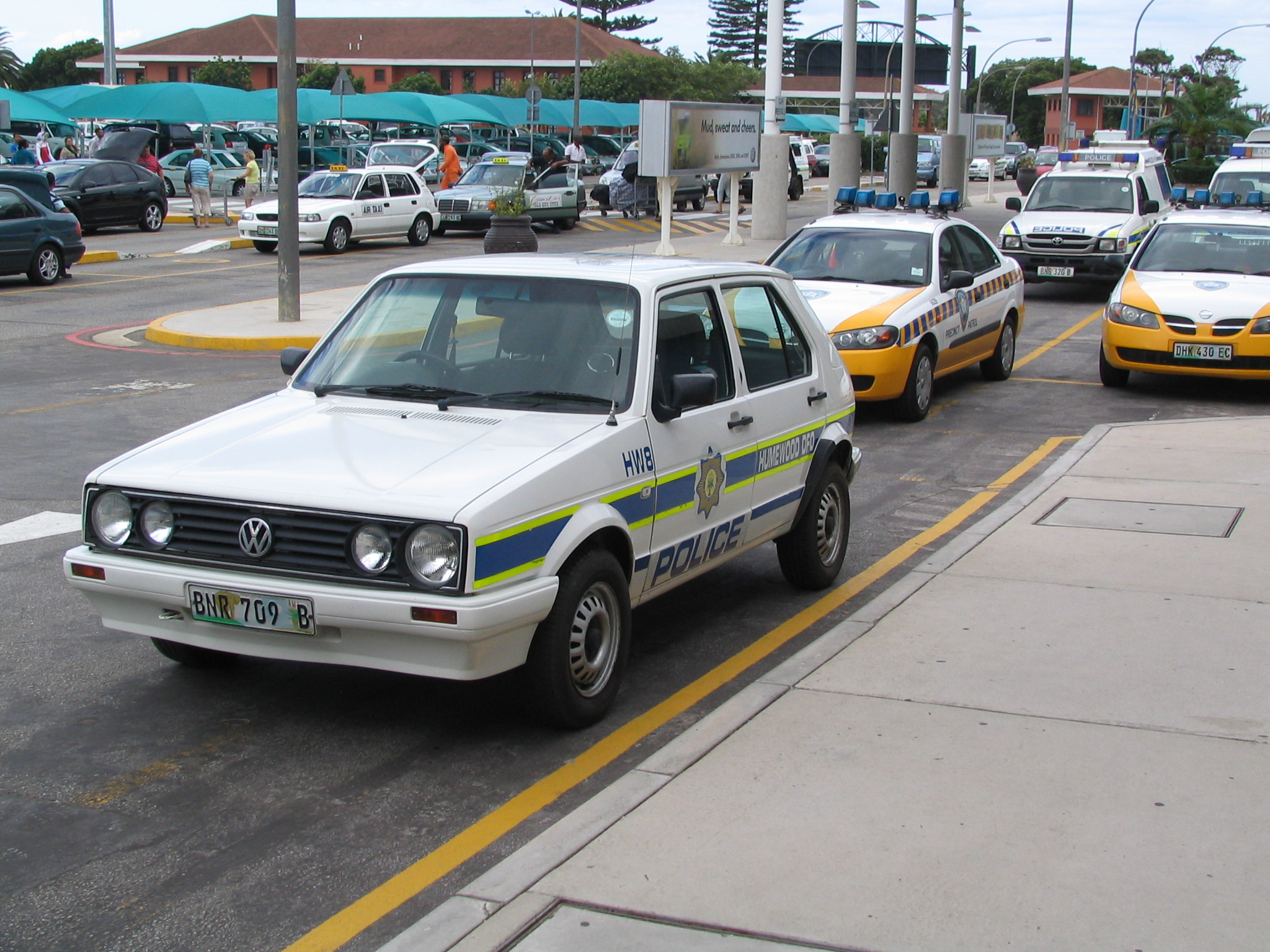
VW Golf (Südafrika)
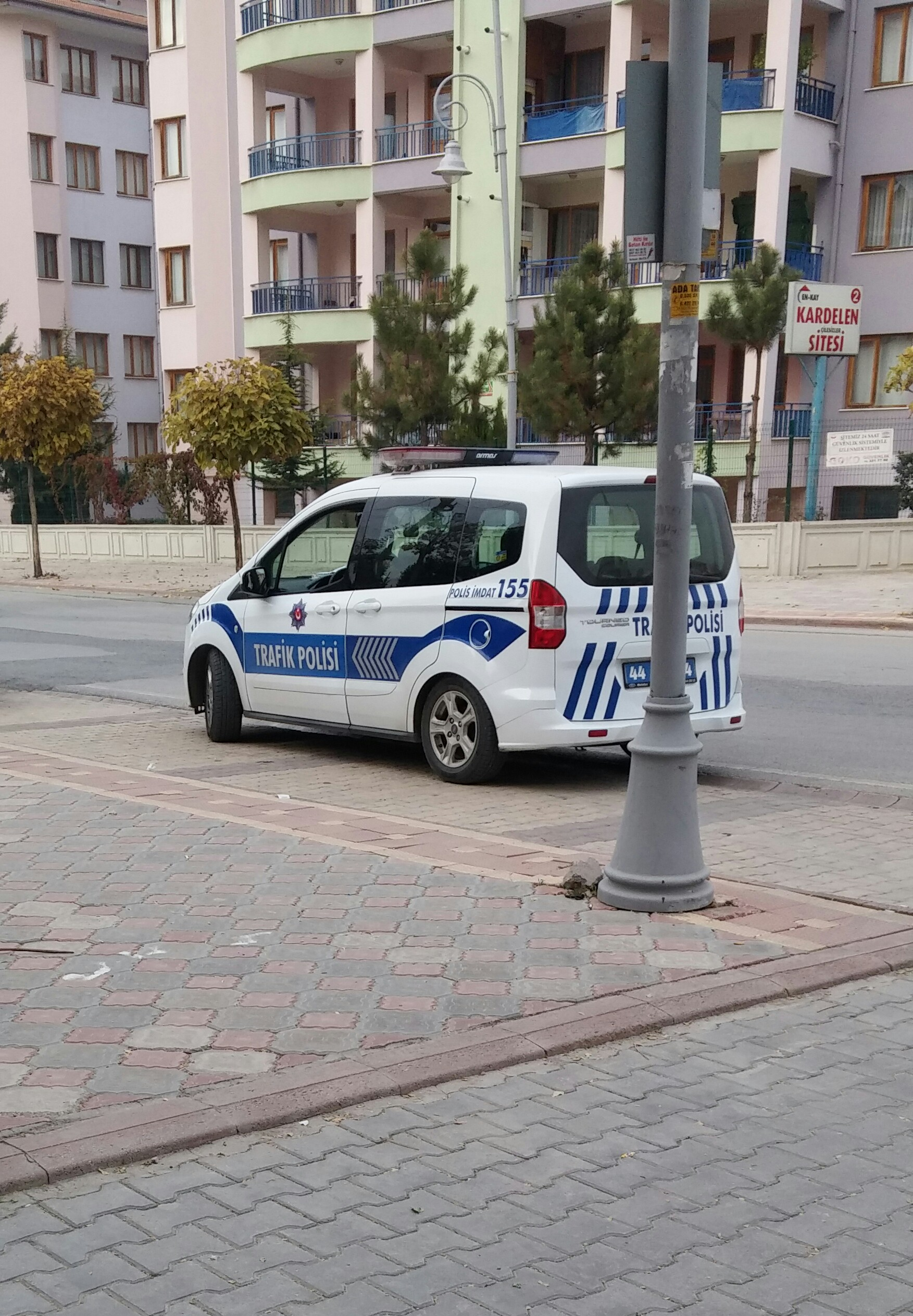
Ford Tourneo Courier (Türkei)
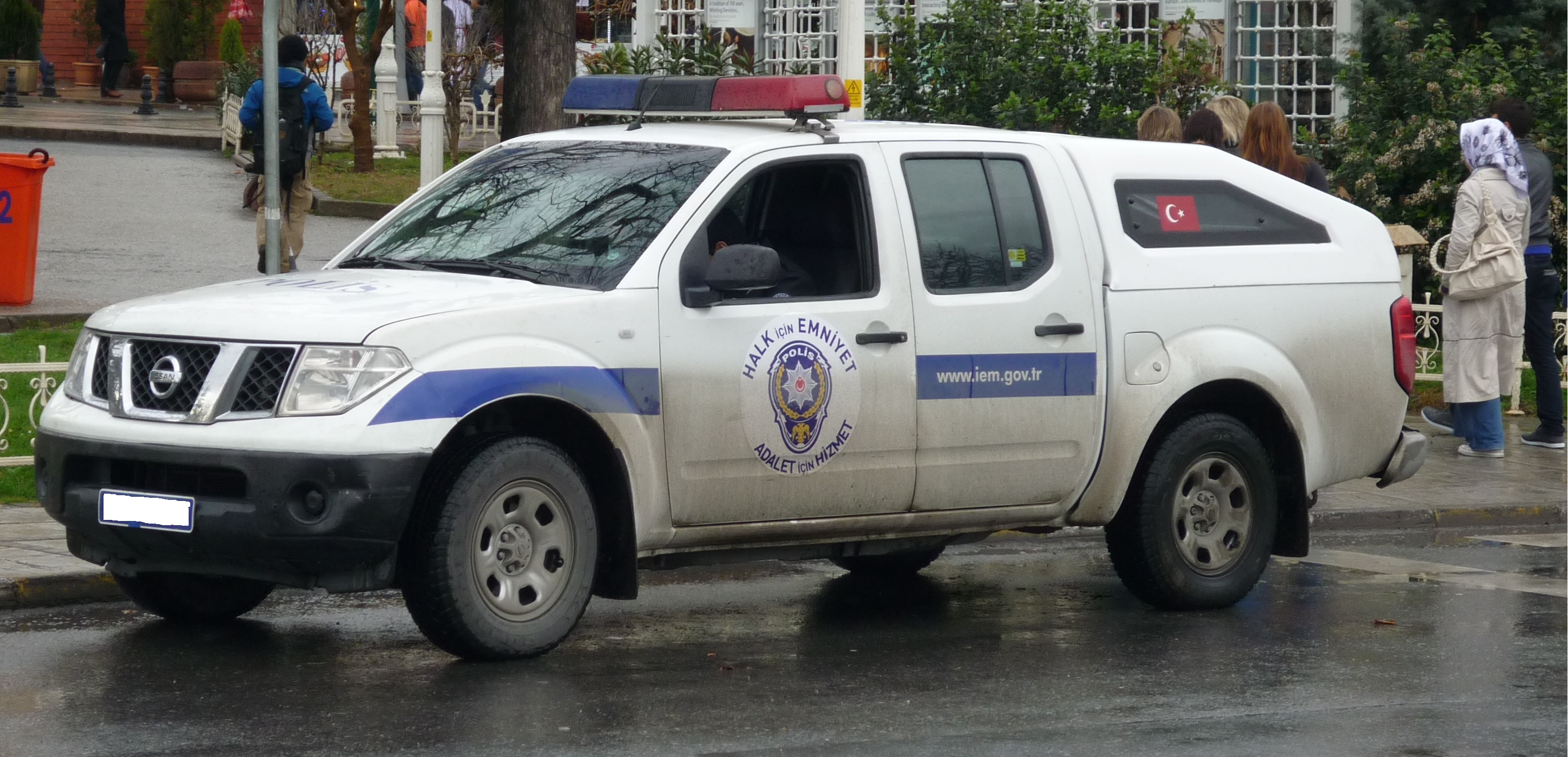
Nissan Navara (Türkei)
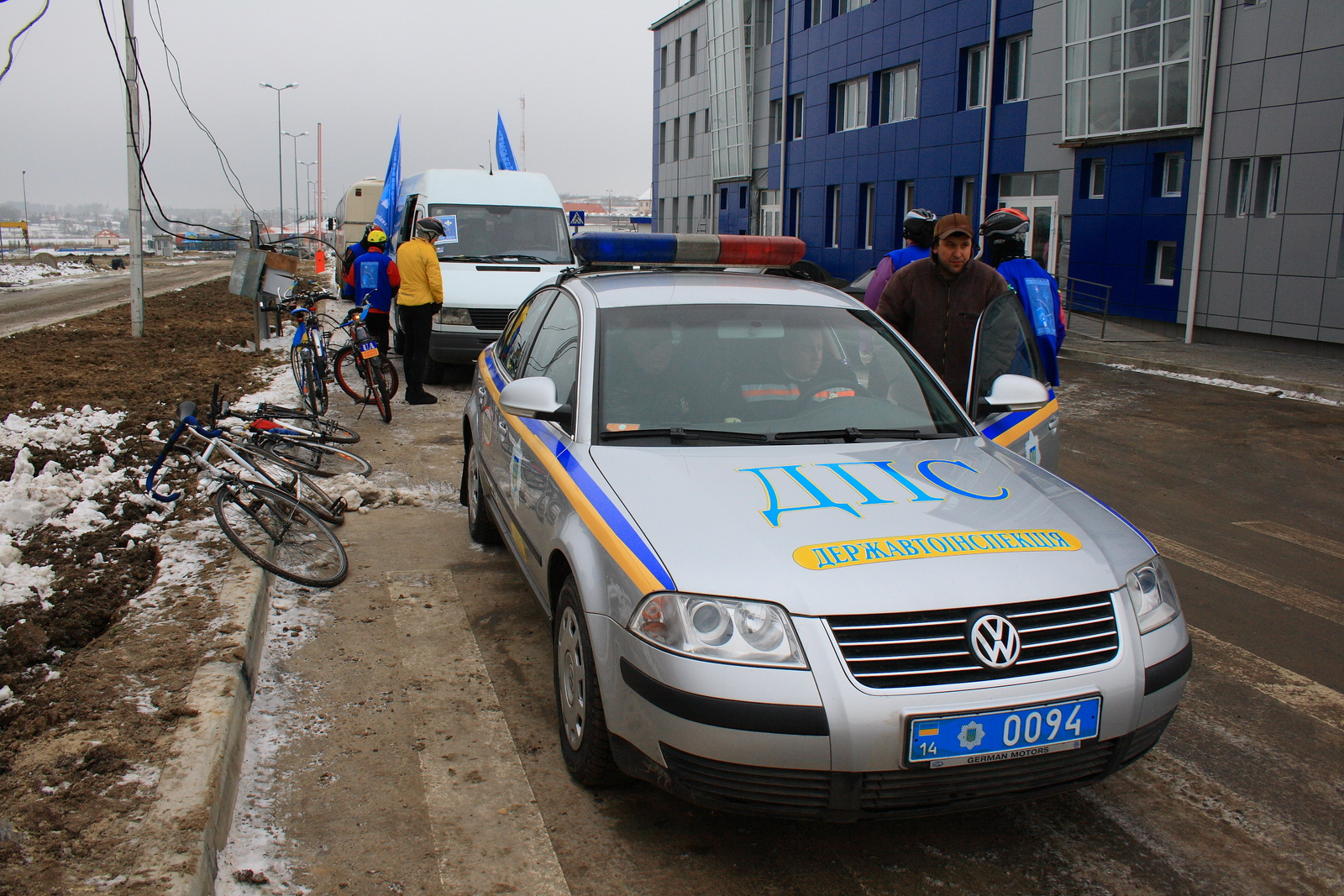
Volkswagen Passat (Ukraine)
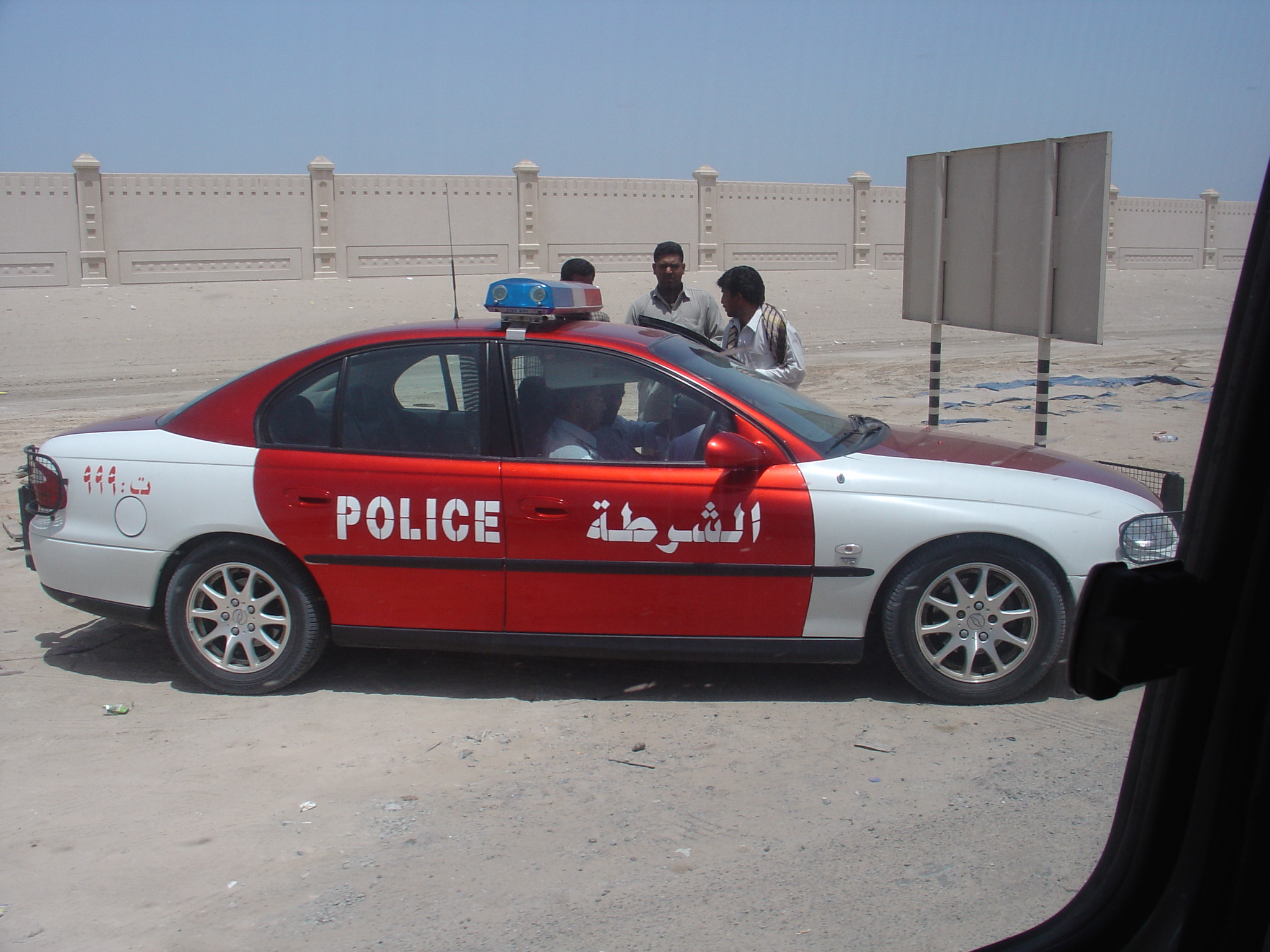
Chevrolet Lumina (Vereinigte Arabische Emirate)
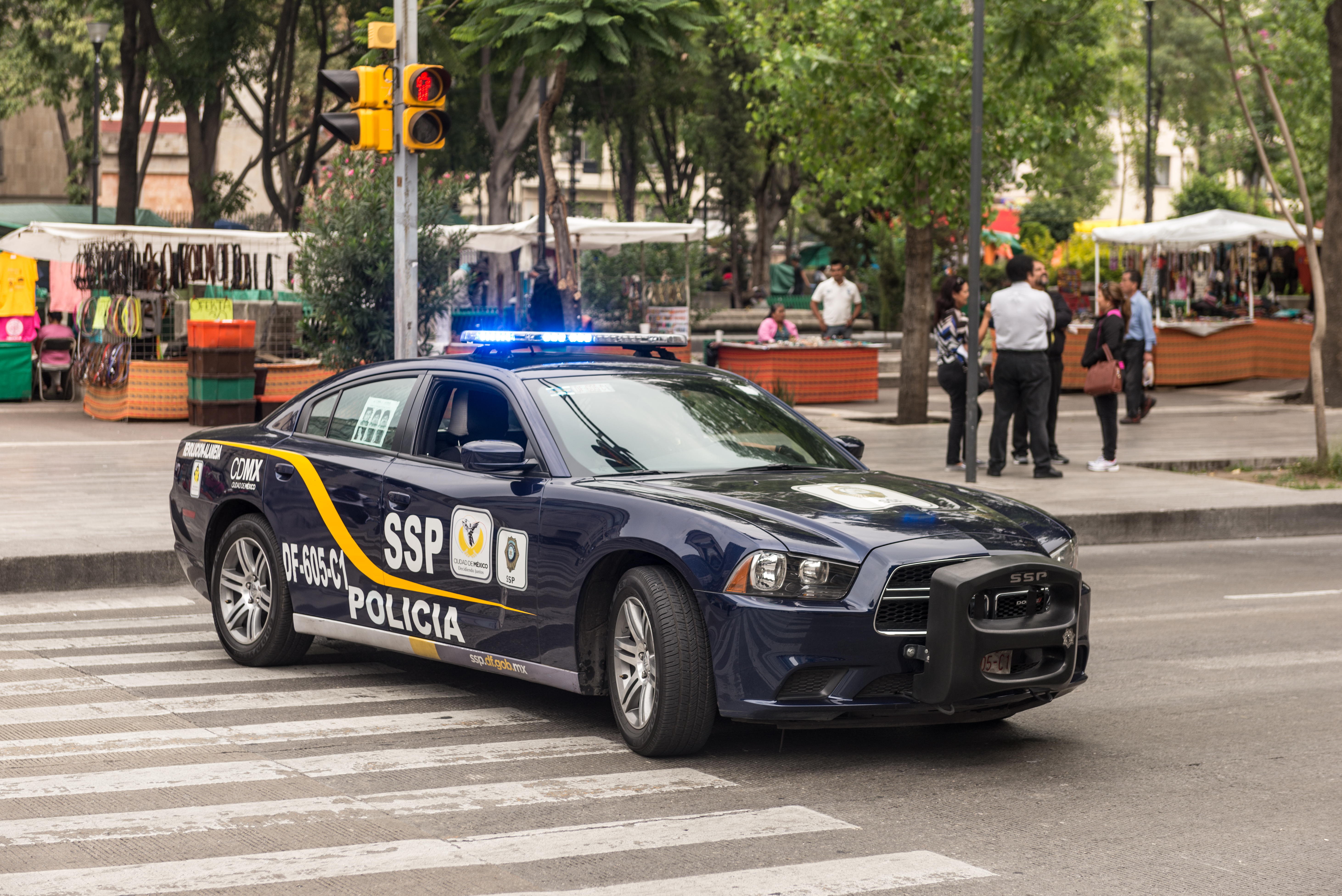
Dodge Charger (Mexico)
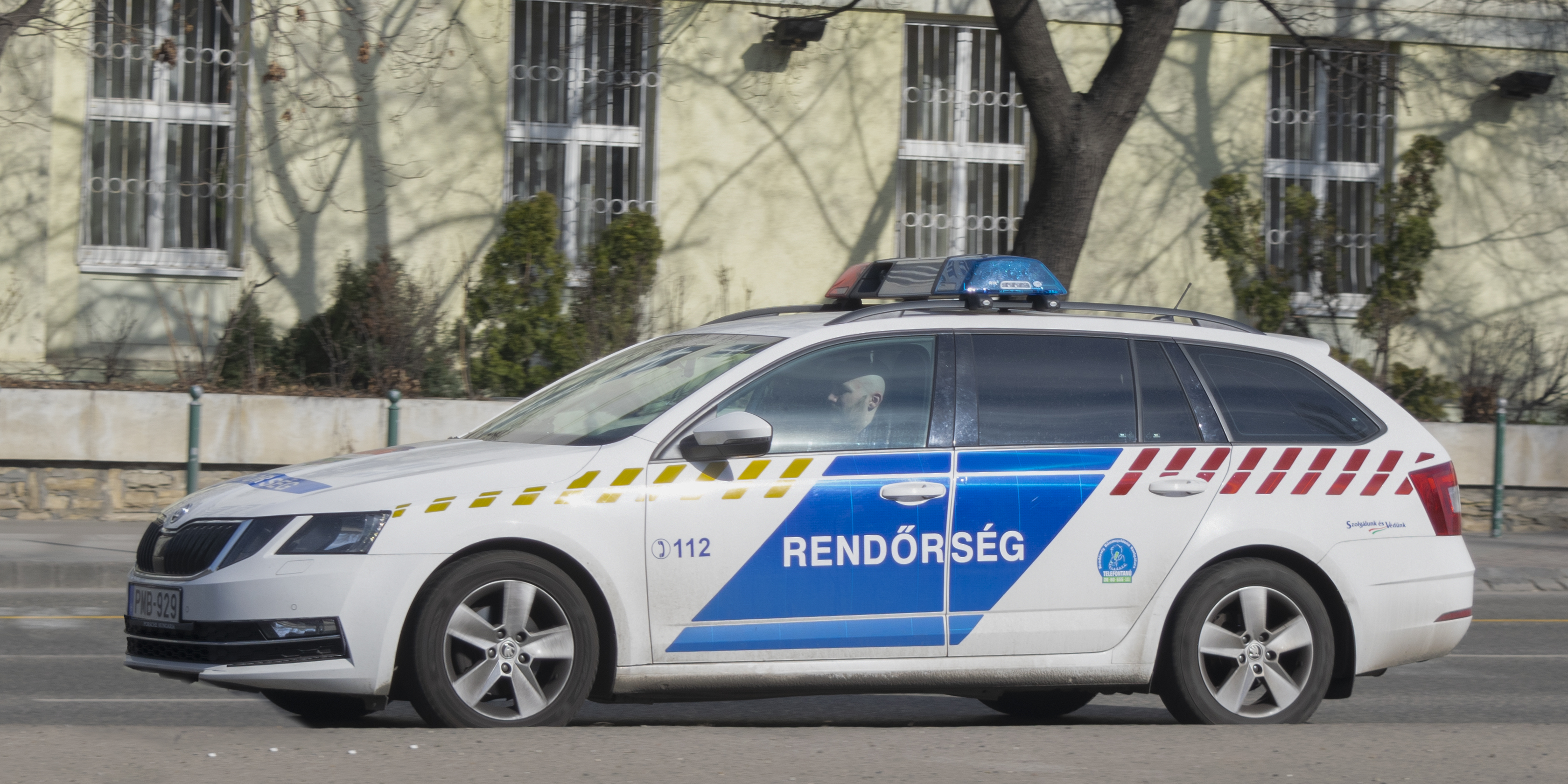
Škoda Octavia (Ungarn)
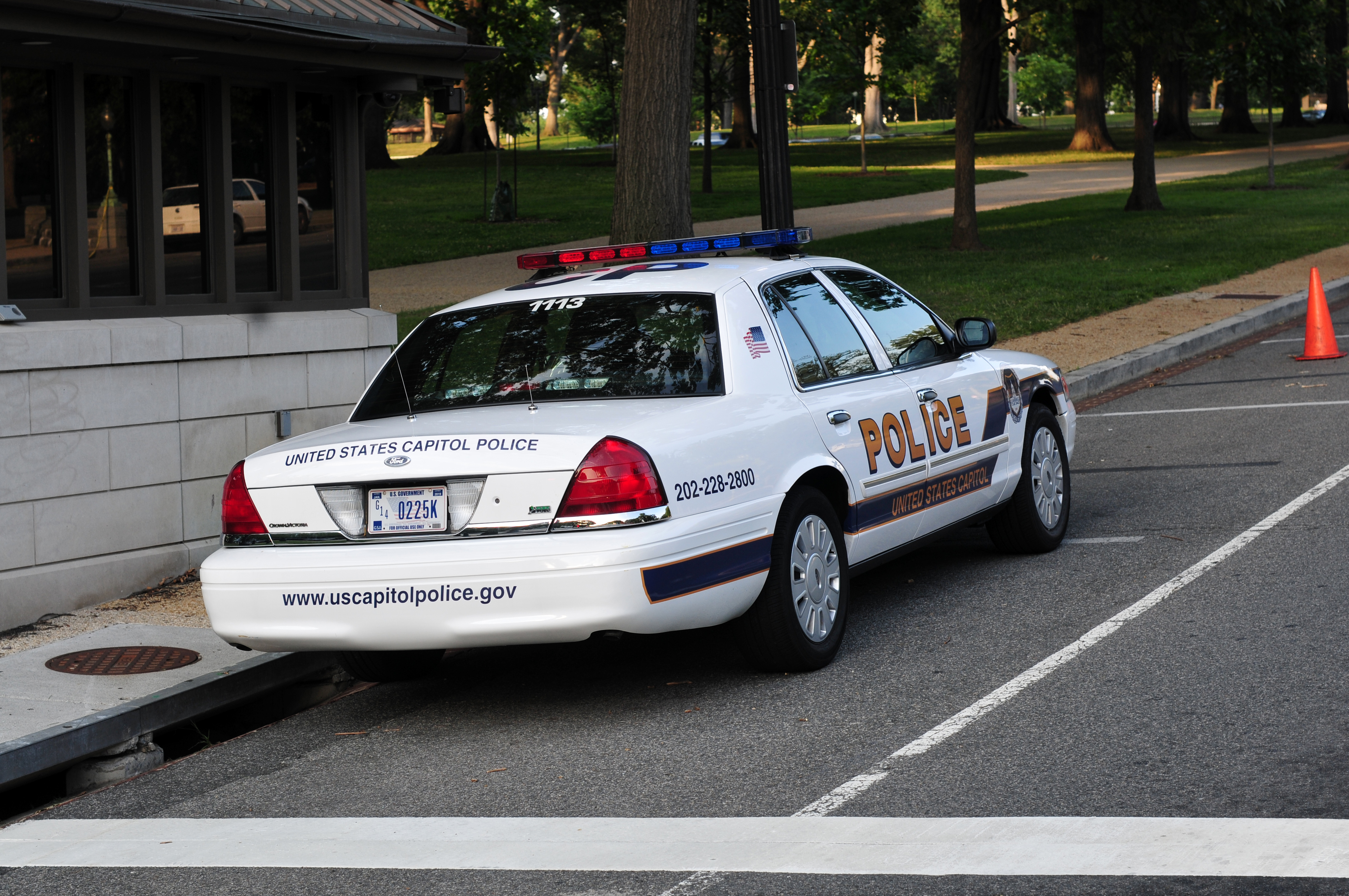
Ford Crown Victoria (United States Capitol Police, USA)
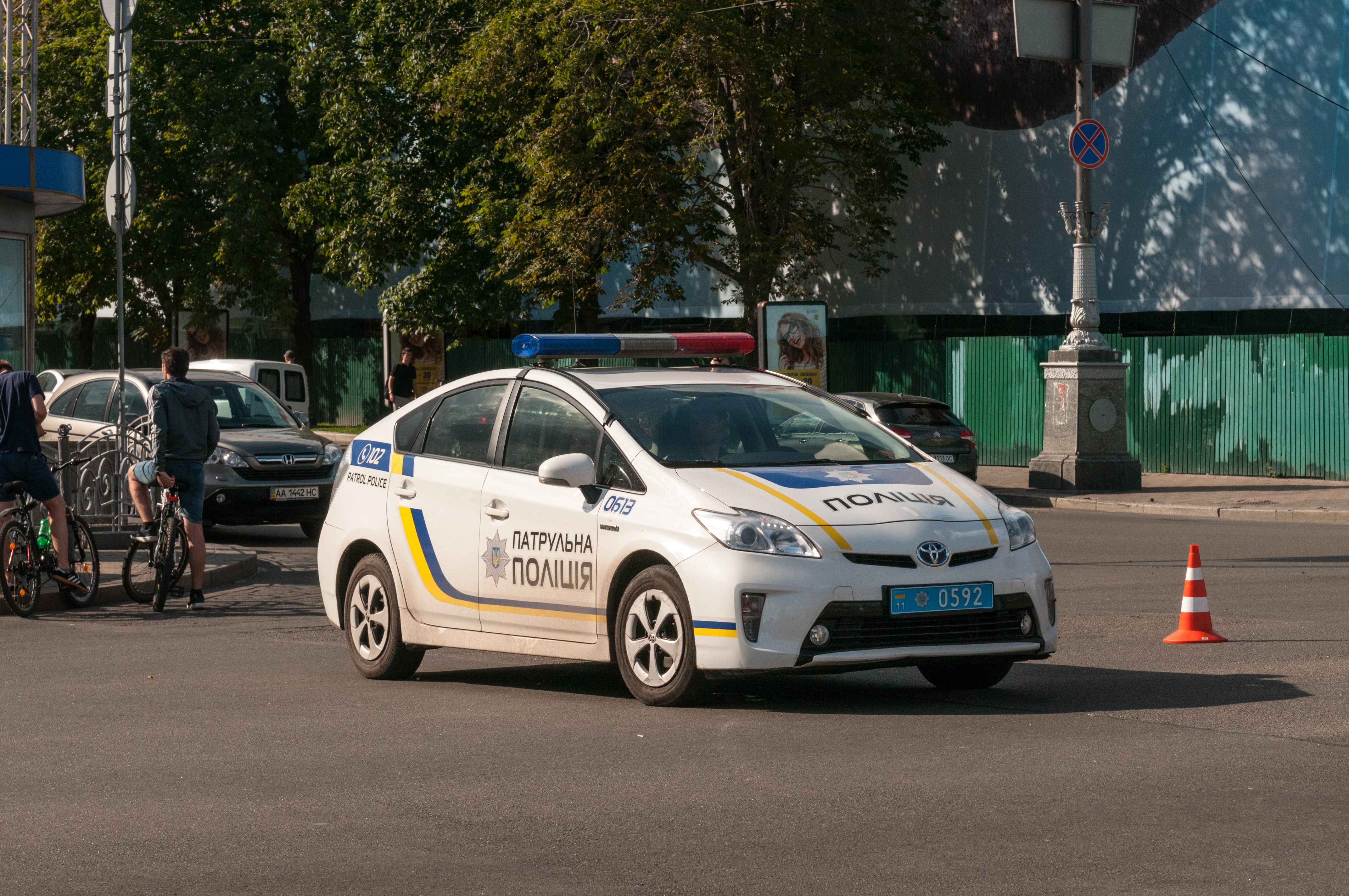
Toyota Prius (Ukraine)

## Streifenwagen in Film und Fernsehen

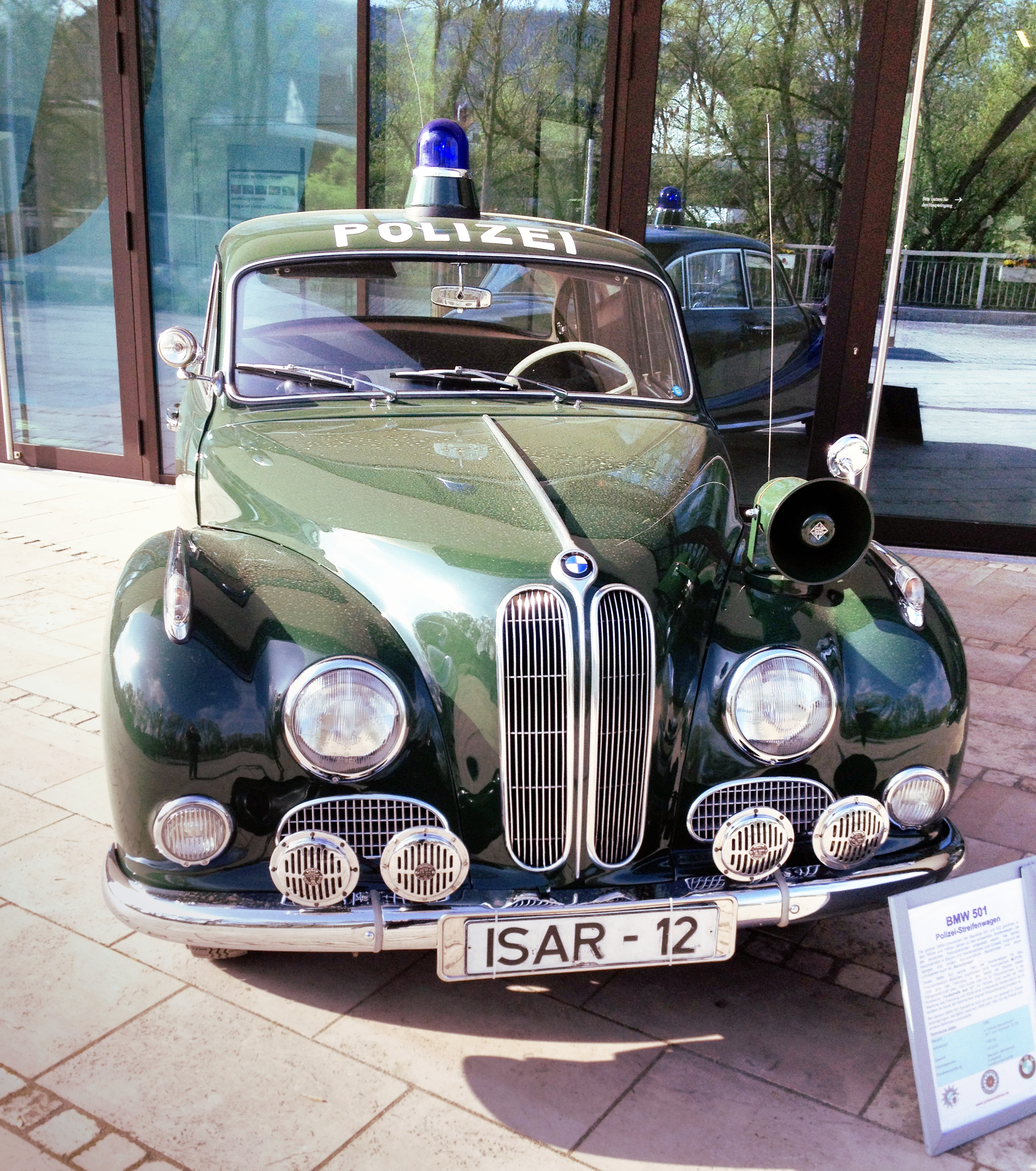
Historisches Polizeiauto BMW 501

Diese Liste umfasst eine Auswahl von Filmen,

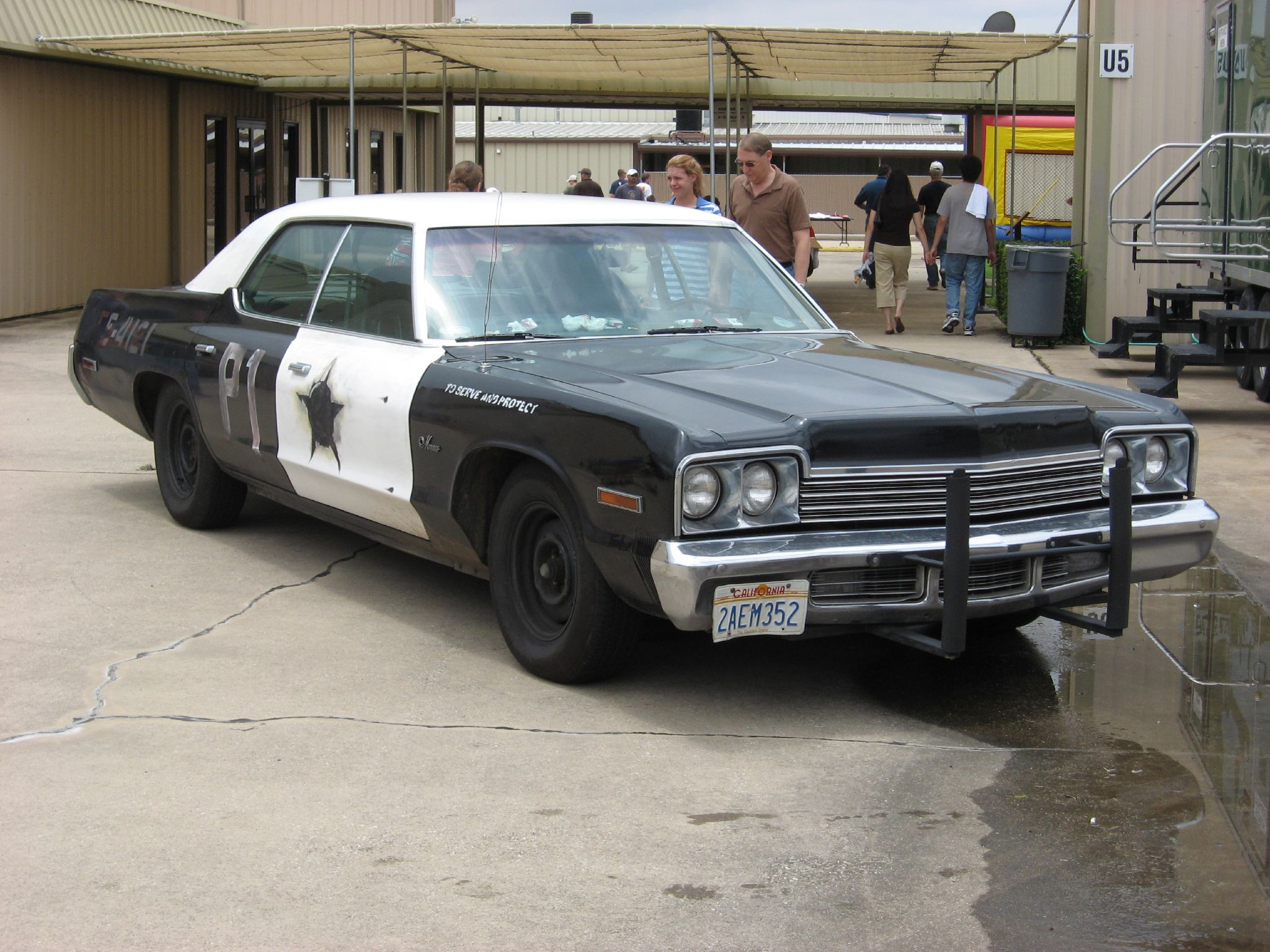
Eine Replik des „Bluesmobils“ aus "Blues Brothers"

1. die das Oberthema Polizei haben und
2. in denen Streifenwagen eine wesentliche Rolle spielen.

- 24 Stunden Toto & Harry – Die Zwei vom Polizeirevier (seit 2002)
- Adam-12 (TV-USA, 1967–1975)
- Alarm für Cobra 11 – Die Autobahnpolizei (seit 1996)
- Auf Streife (seit 2013)
- Blaulicht (1959–1968)
- Der Blaulicht Report  (seit 2015)
- Dick und Doof als Polizisten (The Midnight Patrol, USA 1933, Kurzspielfilm)
- Die grüne Minna (GB 1960)
- Blues Brothers (USA 1980)
- Ein ausgekochtes Schlitzohr (USA 1977)
- Eine Nacht wie jede andere (DDR 1957, Dokumentarfilm)
- Funkstreife Isar 12 (1961–1964)
- Großstadtrevier (seit 16. Dezember 1986)
- Hubert ohne Staller (seit 2019)
- Polizeiauto 99 (Car 99, USA 1935)
- Polizeiruf 110 (seit 1971)
- Radio Patrol (USA 1937, zwölfteiliges Serial)
- Streifenwagen 2150 (1955–1959)
- Tatort (seit 1970)
- Wagen 54 – Bitte Melden (1994)
- Wagen 54, bitte melden (1961–1963)
- Zwei außer Rand und Band (1977)